# 美國鐵路運輸
美国的铁路运输主要由货运业务组成。客运业务曾经是该国客运网络的一个庞大而重要的组成部分，但现如今，相较于其他国家的交通运输格局而言，它仅仅扮演着一个作用非常有限的角色。

## 历史

### 1826-1850

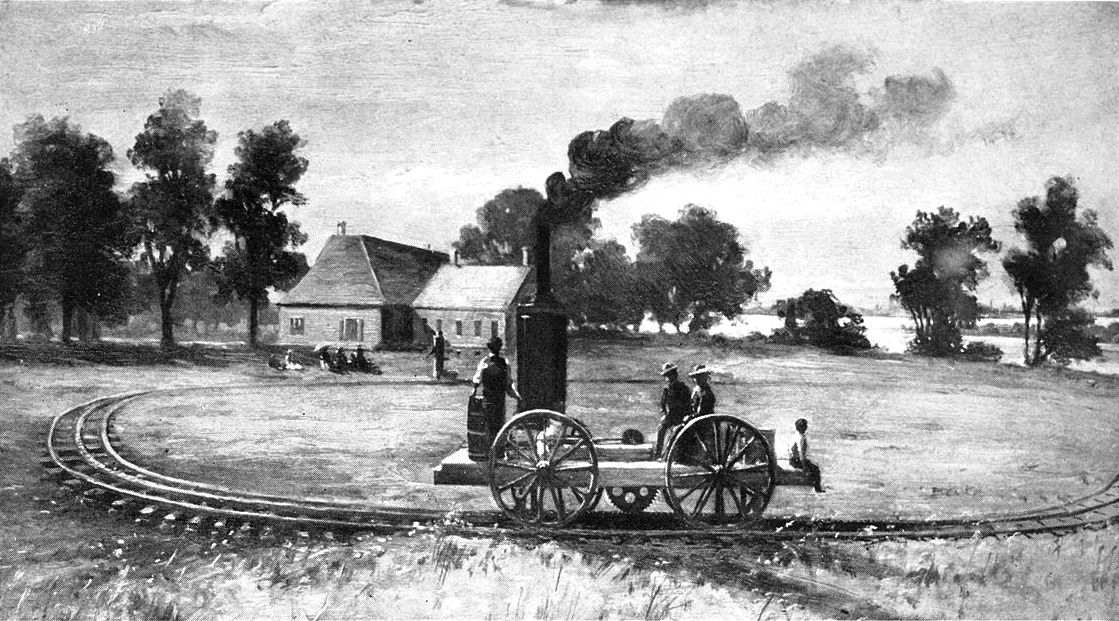
1826年美國的第一輛火車

在这一时期，美国人紧盯英国的铁路发展。主要的竞争来自于运河（它们中的相当一部分是属于国有运营的）以及私人所有的、往返于美国广大的河流系统的蒸汽船。1829年，马萨诸塞州制定了一个详细的铁路建设计划。政府的支持，尤其是来自陆军工程部队的军官（该国民用工程专家的唯一储备）的细部设计，在帮助私营企业建造该国几乎所有铁路上，起到了至关重要的作用。陆军工程军官们进行了详细的调查，选择线路，计划，设计，建立了道路所有权（rights-of-way）、轨道、结构，并将陆军的汇报和责任系统（system of reports and accountability）引入到了铁路公司中。地处西点的美国军事学院（即“西点军校”）的1802-1866年间毕业1058名学生中，有超过1/10的人成为了铁路公司的总裁、总工程师、财务主管（treasurer）、督察长（superintendent）或总经理。在那些因此而帮助建造和管理了美国首条铁路的陆军军官当中，比较著名的有：斯蒂芬·哈里曼·朗（Stephen Harriman Long）、乔治·华盛顿·韦斯勒（George Washington Whistler），以及赫尔曼·郝伯特（Herman Haupt）。
各州政府发布了创建商业公司的许可，并给予了一定程度上的土地征收权（limited right of eminent domain），允许铁路公司购买所需的土地——甚至在土地拥有者不同意的情况下也能购买。
“巴尔的摩和俄亥俄铁路公司”（简称“巴俄铁路”）在1827年成立，用于建立一条西起马里兰的巴尔的摩、一直修到俄亥俄河的蒸汽铁路。1830年3月24日，该铁路线在它的第一段已建成的线路上，开始运营日常货运业务班次（scheduled freight service）。首条客运铁路在1827年（道光7年）开始运营，碰巧的是，首条旅游观光铁路也在同年开始运营。这是由“利哈伊煤矿和航运公司”（Lehigh Coal & Navigation Company）实现的。它最初运营一条重力下滑式铁路，将无烟煤矿石（anthracite coal）从山上一路下坡送达利哈伊运河（Lehigh Canal），然后用骡子拉回9英里以外的山上。然而，到了1829年夏天，根据存档的报纸，该公司开始定期载运旅客。随后，该公司改名为“顶山和毛赫·查恩克铁路公司”（Summit Hill & Mauch Chunk Railroad，简称“SH&MC”），1843年，它添置了一条蒸汽动力的缆绳返回铁轨，实现了真正的双向运营。从19世纪90年代到1937年，该公司作为一般承运人（common carrier）和游客线路运营。持续了111年的SH&MC被一些人描述为“世界上第一个过山车”。
在东北地区第一条真正以“一般承运人”为目的而建立的铁路是“莫霍克和哈德孙铁路”（Mohawk & Hudson Railroad），该公司在1826年成立，在1831年8月开始运营。很快，第二条客运线路，“萨拉托加和斯卡奈塔第铁路”（Saratoga & Schenectady Railroad）在1832年（道光12年）6月开始运营。
1835年（道光15年）间，巴俄铁路建成了一条从巴尔的摩以南通往华盛顿特区的分支线路。“波士顿和普罗维登斯铁路公司”（Boston & Providence Railroad）在1831年成立，用以建设一条连接马萨诸塞州的波士顿和罗得岛州的普罗维登斯的铁路。1835年，伴随着马萨诸塞州坎顿镇（Canton, Massachusetts）的坎顿高架桥（Canton Viaduct）完工，整条铁路线也就此完工。
在这一时期，许多短线铁路被建成，尤其是在南方。这些短线铁路被用于连接河流系统以及当时的河流船只。在路易斯安纳，一条长度5英里（约合8公里）、将密西西比河与新奥尔良的庞恰特雷恩湖连接起来的“庞恰特雷恩铁路”（ Pontchartrain Rail-Road）于1831年完工，并提供了超过1个世纪的运营服务。1830年完工的“塔斯坎比亚、特兰和迪凯特铁路”（Tuscumbia, Courtland & Decatur Railroad）成为第一条在阿巴拉契亚山脉以西建造的铁路，它将亚拉巴马州迪凯特和塔斯坎比亚两座城市连接起来。
很快，有很多后来被收购或并入大的铁路公司或线路的其他铁路都被修建起来。首个在新泽西被修建的铁路，“肯顿和安波伊铁路”（Camden & Amboy Railroad，简称“C&A”或“肯安铁路”）——连接与线路同名的两座城市——在1834年被修建完成。肯安铁路（C&A）成功运营了数十载，连接纽约市与特拉华峡谷，并最终成为宾夕法尼亚铁路的一部分。

### 1851-1900
到了1850年（道光30年）超过9000英里（约合14000公里）的铁路线被修建起来。巴俄铁路西线在1852年（咸丰2年）成功修建至俄亥俄河边，是东海岸第一个完成此建设的铁路线。到了1860年（咸丰10年）北部和中西部的铁路公司建设完成了连接几乎所有主要城市的铁路网。

#### 横贯大陆铁路

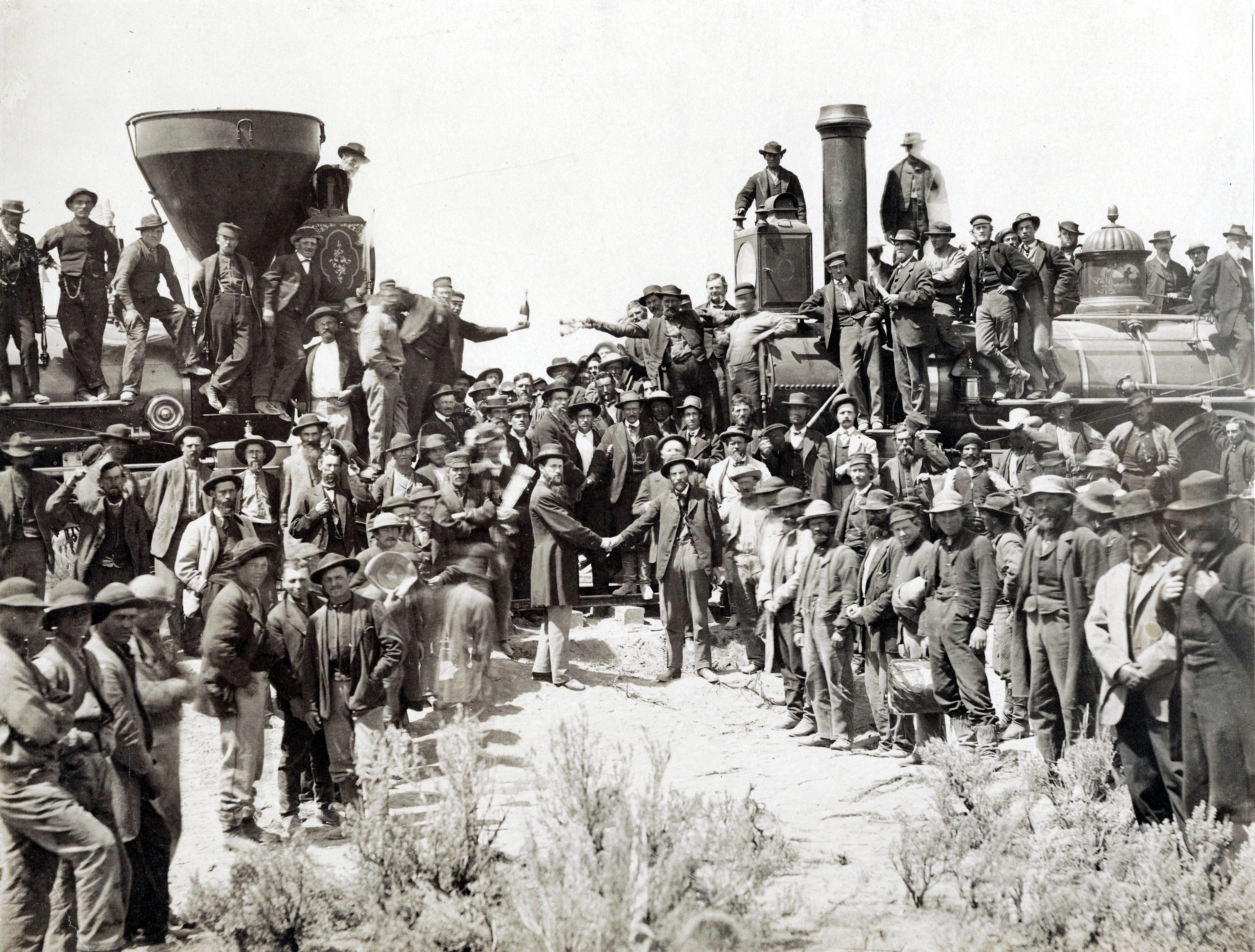
1869年橫貫大陸鐵路在猶他州合龍

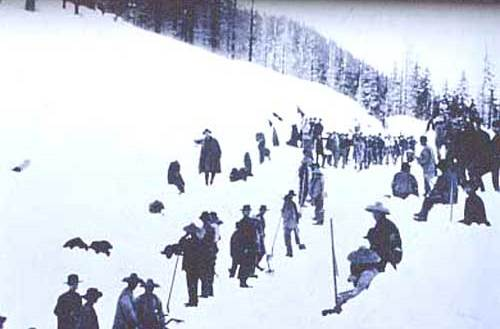
修造横贯大陆铁路的華工

美国的首个横贯大陆铁路在19世纪60年代被建成，跨越北美大陆，将美国东部铁路网与太平洋岸边的加利福尼亚连接起来。1869年5月10日，在犹他州的普罗蒙托利峰（Promontory Summit, Utah）举行的“金道钉”庆典（Golden spike event）上，该铁路线被正式宣布建设完成。该铁路线完成了“建立一个全国性的机械化运输网络”的任务，对美国西部的人口和经济带来了革命性的影响。促进了从过去几十年间处于主导地位的“四轮马车队”（wagon trains）向一个现代化的交通运输系统的转变。通过将不计其数的美国东部铁路线与太平洋连接起来，该铁路线也获得了“首条横贯大陆铁路”的地位。然而，它并不是世界上最长的铁路线，因为加拿大的“特大干线铁路”（Grand Trunk Railway，简称GTR）在1867年时，已经累计铺轨达到2055公里（约合1277英里），将波特兰、缅因以及3个新英格兰地区北部州与加拿大的大西洋沿岸省份连接起来，并且经由安大略的萨尼亚市最远可以到达密歇根的休伦港。

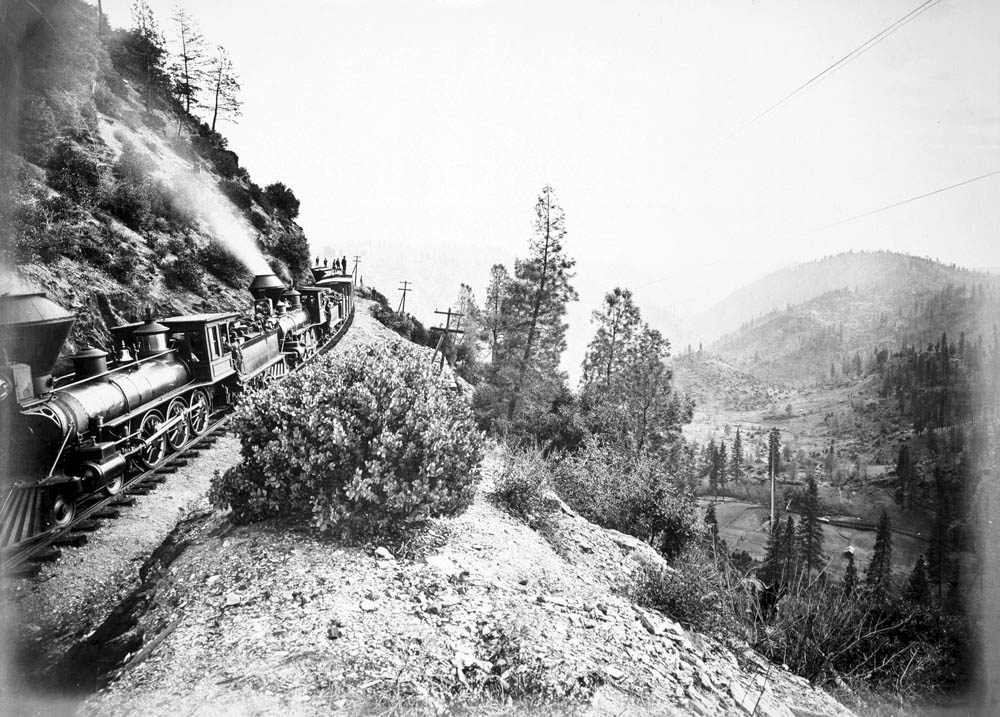

根据1862年的“太平洋铁路法案”（Pacific Railway Act）的授权，以及联邦政府的有力支持，这条“首条横贯大陆铁路”是数十年来要修建这样一条铁路线的运动的高潮，并且是亚伯拉罕·林肯总统生涯中的主要成就之一，在他逝世4年后完工。在修建该铁路跨越平原和高山的过程中，需要来自联合太平洋铁路公司（Union Pacific Railroad，简称UP）和中部太平洋铁路公司（Central Pacific Railroad）大量技艺精湛的工程人员和劳工。这两家由联邦政府创立的企业分别负责修建西线和东线铁路。修建该铁路线的动机之一，是要在美国南北战争的冲突期间，将联邦（即北方政府）绑定在一起。它实质上加速了白人农场主向西部的移民，导致了新的耕地被快速开垦。1870年，中部太平洋（Central Pacific）和南方太平洋铁路（Southern Pacific Railroad）联合运营，并在1885年正式合并。最初，联合太平洋铁路在1901年收购了南部太平洋，而后来在1913年被强行剥离，但在1996年又重新收购。
许多当年修建的路基现在仍在使用，并为联合太平洋铁路所拥有，该公司也是两条原始铁路线的继承者。

#### 轨距选择
许多加拿大和美国的铁路线最初都使用各种不同的宽轨距，但是到了1886年，大部分都被转换成了4英尺8又1/2英寸（1435毫米），而许多南方铁路的标准则是5英尺（1524毫米）。这个差异，以及车钩（couplings）和风闸（air brakes）的标准化则使得机车（locomotive）和车辆（rolling stock）的联营（pooling）和互换（interchange）成为可能。

#### 铁路对经济的影响

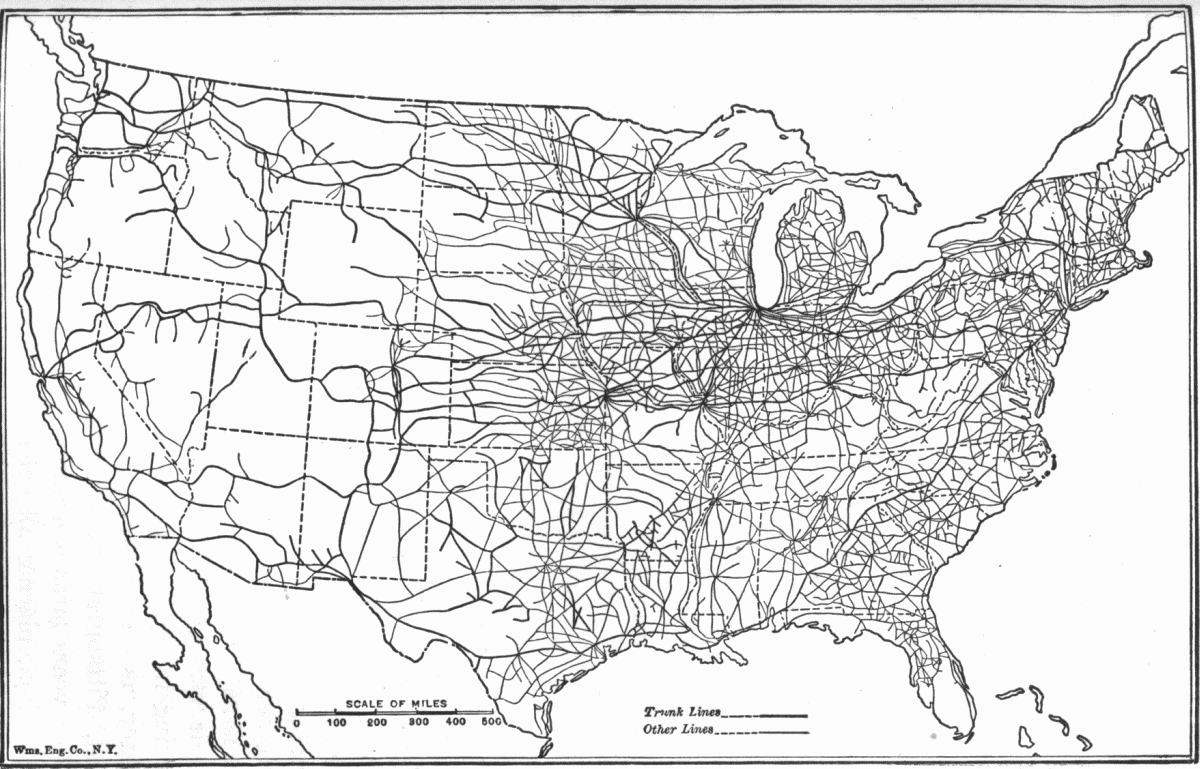
1918年的美國鐵路網

在19世纪下半叶，铁路在对美国交通运输产生的影响达到了顶峰。标准的历史阐释认为，铁路在美国的全国性市场的发展中处于中心地位，并且成为了如何组织、投资和管理一个大型企业集团的典范。

##### 腾飞理论
1944年，美国经济历史学家利兰·占克斯（Leland Jenks）（曾基于约瑟夫·熊彼特的关于“创新”的理论进行了一项研究）类似地主张铁路对于美国的实际收入的增长有着直接的影响，并对它的经济扩张具有间接影响。羅斯托在他的“罗氏腾飞理论”（Rostovian Take-off Thesis）中系统性地发展了占克斯的模型，也就是铁路对美国的经济增长起到了至关重要的作用。根据罗斯托的理论，铁路在1843-1860年期间美国工业化的“腾飞”中负有重要责任。这个在经济增长方面的“腾飞”之所以会出现，是因为铁路帮助降低了交通运输成本，将新的产品和物资运送到商业市场，并普遍地扩大了市场范围。此外，铁路的发展也刺激了现代煤矿、钢铁以及工程工业化的增长，而所有这些对于更广阔的经济增长都是不可或缺的。根据罗斯托的“腾飞”理论，铁路造就了新的投资，这些投资又同时帮助发展了美国的金融市场。
当代美国经济历史学家已经开始挑战这一传统看法。罗伯特·福格尔和阿尔伯特·费什罗（Albert Fishlow）各自的研究结论并不支持罗斯托的关于“铁路通过增加了对煤矿、钢铁和机械的需求，刺激了广泛的工业化”主张。根据历史数据绘制图表，罗伯特·福格尔发现，铁路对于钢铁工业的影响是最小的：在1840年到1860年间，铁路产品使用了不到5%的当时所生产的生铁。此外，福格尔认为，从1840年到1860年，只有6%的当时所生产的煤矿被小路所消耗（通过炼铁而消耗）。与福格尔类似，费什罗展示说大多数的铁路在这一时期仅仅消耗了非常少的煤矿，因为它们可以通过烧柴来代替。费什罗同时还发现，铁路所使用的贴仅占19世纪50年代净消费量的20%。

##### 福格尔和“不可或缺”问题
福格尔总结道：铁路确实重要，但对于美国在19世纪晚期的增长而言绝非“不可或缺”（essential），我们应当清楚当时是存在替代品的可能性的——尽管我们从未尝试过。福格尔专注于铁路所带来的“社会节约”（social saving），关于这一点，他定义了“1890年的国民实际收入”对于“国民理论收入”在交通运输按照某种方式以可能的最高效的方式存在的情况，对比铁路不存在的情况下的差异。他发现，如果没有铁路，美国的国民收入（gross national product，简称GNP）在1890年会减少7.2%。而在1900年以前，由任何单一创新所带来的对于GNP的最大贡献，这个百分比仅代表了2-3年的GNP增长。
福格尔在他的分析中作出了几个关键假设和决策。首先他的计算包含了中西部的主要市场和东部和南部的次要市场之间的交通运输（跨区域），以及城市和农村地区（跨区域）之间的交通运输。其次，他选择了专注于4种农产品的货运：麦子、玉米、牛肉和猪肉。第三，福格尔的社会节约计算仅考虑了直接成本，而没有考虑“水损率”（water rates），也就是那些额外的成本，包括运输过程中的货损、中转成本、额外的雇佣人畜牵引货车的成本、由慢速和运河封冻而导致的时间损失，以及资本损失等。针对福格尔的分析的一种批评认为，他的分析没有考虑到外部差异因素或铁路的“满溢”效应（"spill-over" effects），而如果把这些都加上的话，就会增加他的关于社会节约方面的结算结果。铁路提供了在方方面面的技术发展上的需求，包括热动力学（heat dynamics）、燃烧工程（combustion engineering）、热力学（thermodynamics）、冶炼技术（metallurgy）、民用工程（civil engineering）、机械加工（machining），以及金属制造（metal fabrication）。此外，福格尔也没有讨论关于铁路在金融系统的发展方面所扮演的角色，以及有关吸引外国资本方面的作用（如果没有铁路，可能外国资本的流入会更少）。

##### 阿尔伯特·费什罗
费什罗（Fishlow）估算铁路的社会节约——或者，按照他的术语“直接收益”——是高于福格尔的计算的。费什罗的研究指出，铁路的发展显著地影响了美国的实际收入。费什罗没有使用福格尔的“社会节约”这一术语，而是使用了“直接收益”来描述1859年的过门石收入的实际水平和如果使用当时存在的最低成本的替代交通运输方案而导致的理论水平之间的差异。费什罗计算，在1859年这个影响占GNP的4%，而到了1890年则占到了15%，比福格尔所计算的1890年的7.2%的值要高。

#### 专营、反垄断法以及管理法规
诸如康内留斯·范德比尔特和杰·古德（Jay Gould）这样的企业家通过铁路所有权——作为横跨多州的大型铁路公司，例如纽约中央铁路公司、特大干线铁路（Grand Trunk Railway）、南方太平洋铁路公司——而发了财。作为对一些铁路公司和它们的所有者的垄断行为（例如价格联盟——Price fixing）以及过分行为的回应，国会在1887年成立了州际通商委员会（Interstate Commerce Commission，简称ICC）。ICC通过发布各种行政法规来间接地控制各个铁路公司的商业行为。国会还制定了反托拉斯法来防止铁路公司的垄断行为，起始于1890年的休曼反垄断法案。

### 1901-1970
最主要的干线铁路（mainline railroads）都将其精力集中于远距离运送货物和乘客。但是它们中的许多还在大城市附近提供市郊业务（suburban services），这种业务实际上也可以由有轨电车（Streetcar）和城际轻轨（Interurban）来提供。“城际轻轨”曾经是只有北美才有的概念，它几乎完全依赖客运业务来获得收益。由于没能在大萧条期间幸存下来，在那一时期，城际轻轨的停运使得许多城市都缺乏市郊旅客铁路（suburban passenger railroads），只有像纽约、芝加哥、波士顿和费城这样的大城市，仍保持市郊业务的运营。各个主要铁路公司的旗舰旅客业务包括旅途长达多日的酒店式高档列车（luxury trains resembling hotels），但是它在20世纪50年代竞争不过航空公司。农村聚居区的业务由不超过2日一趟的慢速列车提供。它们一直坚持到20世纪60年代，因为这些车厢是加挂在牵引铁路邮政局（Railway Post Office，简称RPO）车厢的同一个机车后面，而这种机车的牵引费用是由铁邮（RPO）支付的。当信件分拣实现了机械化以后，铁路邮政局就撤销了。
早在20世纪30年代，汽车旅行就已经开始切入铁路客运市场，某种形式上降低了铁路客运的经济规模，但真正对铁路运输产生破坏性打击的，还是20世纪50年代和60年代的州际公路系统（即美国的国家高速公路网）和民用航空产业的发展，以及日趋严格的法规。无论是客运还是货物业务，都受到了影响。通用汽车美铁公司等企业被指责故意打压有轨电车行业，相关理论被称为“通用汽车电车阴谋”。通过运营客运列车来为货运业务打广告并不能起到什么效果，因为决定货物运送方式的决策者们通常都是乘坐汽车或飞机旅行的，而铁路在这方面的市场中的主要竞争者是州际卡车公司（interstate trucking companies）。
很快，仅有的维持大多数仍在运营的旅客列车的因素就只剩法律义务了。同时，希望通过货运业务获得收益的铁路公司，一直在寻求逃避这些法律义务的方法，看起来，跨城市铁路客运业务在美国就要绝迹了，除了个别人口特别集中的线路还能保留。对美国客运列车的最后一击来自20世纪60年代铁路邮政局的撤销。1971年5月1日，由联邦政府资助的美铁承接了美国本土大陆地区所有的（除了个别例外）的跨城市铁路客运业务。格兰德河铁路公司（Rio Grande）的丹佛-奥格登（Denver-Ogden）的格兰德河轻风号（Rio Grande Zephyr）、南方铁路公司（Southern）的华盛顿特区-新奥尔良（Washington, D.C.–New Orleans）的新月号（Crescent）选择不加入美铁，而拥有两列伊利诺伊州内列车的罗克·艾兰（Rock Island）由于距离太远，所以也没有并入美铁。
货运业务在严格的法规之下继续艰苦前行，并在铁路运输的跨城市业务获得了垄断地位，而铁路公司只需要与个别公司竞争这样的背景下，获得了发展。整整一代的铁路公司经理人都被培训要按照这样的规章制度来运营。工会以及他们的工作规则同样是一个难以改变的障碍。过分严苛的规章，管理层，以及工会形成了一个“铁三角”式的死结，一次次地挫败着那些商业领导者们，例如纽约中央铁路公司的阿尔弗雷德·E·帕尔曼（Alfred E. Perlman）。特别地，美国东北部的密集的铁路网亟需从根本上进行修剪和合并。一个著名的失败开始，是1968年的重组，以及随后仅仅两年后的宾央铁路（Penn Central）的破产。

### 1970年-至今

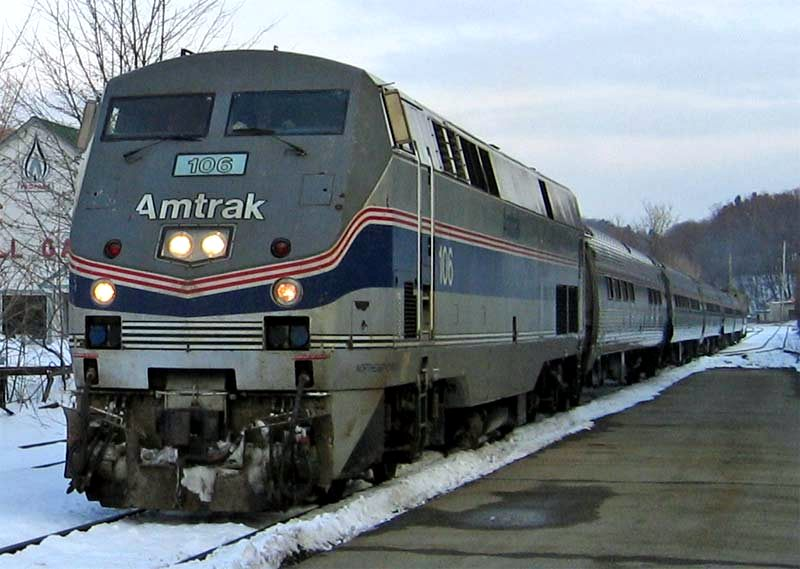
美鐵

历史上，在那些只有一家铁路公司具有无可争议的专营权的铁路线，客运业务是市场中和州际通商委员会（ICC）规定所能容忍的最简陋而又最贵的，因为这些铁路公司无需为他们的货运业务打广告。而在那些存在两三家铁路公司的铁路线上，这些公司之间就面临着来自货运业务的直接竞争，这些铁路公司穷尽所有费用，来让他们的旅客列车尽可能快速、豪华和廉价，因为这被认为是为他们赖以获利的货运业务的最有效的广告。
国家铁路客运联合会（National Association of Railroad Passengers，简称NARP）在1967年成立，用于为铁路客运的延续来进行游说。这些游说工作或多或少受到了来自民主党的、针对向私营铁路公司提供任何形式的铁路补贴的反对，以及来自共和党的、针对将铁路行业国有化的反对。而支持者则得到了来自联邦政府的助力，因为联邦政府中没有人希望为看起来无可避免的客运列车的消失而负责任——这边认为是政治上的自杀。在美国东北部的处于支配性地位的铁路公司——宾央铁路（Penn Central）——于1970年6月21日提交的破产申请，进一步加强了“解决旅客列车灾难”的迫切需求。
根据1970年的铁路客运业务法案（Rail Passenger Service Act），国会成立了国家铁路客运集团（National Railroad Passenger Corporation，简称NRPC），来补贴和统管跨城市旅客列车。该法案要求：
- 任何运营跨城市客运业务的铁路公司，都可以与NRPC签约，从而加入国家铁路系统
- 参与到系统中的铁路公司购入新集团的股份的价格，是根据一个基于他们近期跨城市旅客量的减少来计算的公式而算出的。收购价格既可以通过现金，也可以通过车辆机车（rolling stock）来支付；作为交换，铁路公司可以获得美铁的股票。
- 任何加入系统的铁路公司在1971年5月以后，就免除了运营跨城市客运业务的法律义务，但是那些被交通运输部（Department of Transportation）选择作为“基础系统”的业务除外，NRPC会用其联邦资金来支付这些服务的费用。
- 那些选择不加入美铁系统的铁路公司则被要求继续运营现有的的客运业务一直到1975年，在那之后，如果要终止或更改该客运业务，需要依照过去的常规做法，寻求州际通商委员会（ICC）的批准。

国铁客运集团（NRPC）的最初的品牌名称为“和轨”（Railpax），但最终变成了“美铁”。当时，许多华盛顿内部人士都将该集团视为一个挽回面子的方式，给予客运列车公众所期待的一个“最后的努力”，但是他们也估计NRPC会在未来数年内随着公众兴趣的降低而悄悄地消失。然而，尽管针对美铁的政治和资金支持常常面临很多不确定，针对美铁的公众和政治支持，让它得以一直活到21世纪。
类似地，为了保护日趋衰落的货运铁路行业，国会通过了1973年区域铁路重组法案（Regional Rail Reorganization Act of 1973），有时也被称为“铁3法案”（3R Act）。该法案尝试将仍有活力的货运运营业务从破产倒闭的宾州中央铁路（Penn Central）以及东北、中大西洋（mid-Atlantic）和中西部地区的其他铁路线中挽救出来。该法案建立了联合铁路集团，简称“联铁”。该集团是一个政府所有的企业，在1976年开始运营。另一部法律，1976年铁路复兴和规章改革法案（Railroad Revitalization and Regulatory Reform Act of 1976），也称“铁4法案”（4R Act），为联铁收购提供了更多细节，并为更全面地为铁路行业进行广泛的减少规章而定下了基调。宾央铁路（Penn Central）、伊利-拉卡瓦纳铁路（Erie Lackawanna）、雷丁铁路（Reading Railroad）、安娜堡铁路（Ann Arbor Railroad）、新泽西中央铁路（Central Railroad of New Jersey）、利哈伊谷铁路（Lehigh Valley）以及利哈伊和哈德孙河铁路（Lehigh and Hudson River）各自都有一部分并入了联铁。
货运行业仍旧持续衰落，直到国会在1980年通过了斯代杰尔斯铁路法案（Staggers Rail Act），大幅减少了铁路行业规章束缚。从那以后，美国的货运铁路得以重组，停运了那些用量少的线路，并重新开始盈利。

## 货运铁路

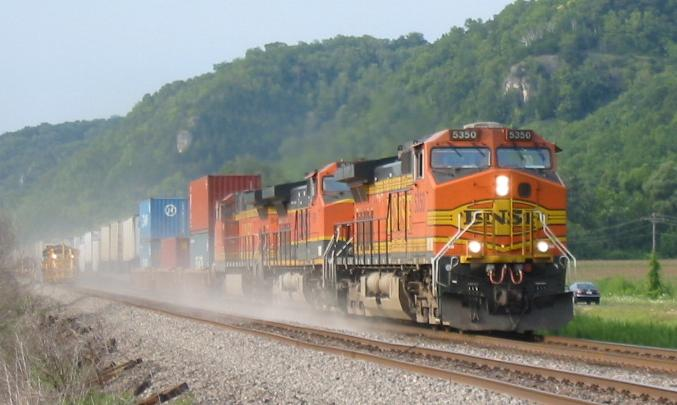
BNSF的雙層貨運鐵路

货运铁路在美国的经济中扮演了重要角色，尤其是用于运送集装箱进出口产品，以及运送煤炭和石油。根据英国新闻杂志《经济学人》的文章，“它们被业界一致认为是世界上最好的”。从1981年到2000年间，运力提升了172%，而费用则降低了55%（考虑通货膨胀后），铁路在美国货运市场中的占比上升到了43%，是任何富裕国家中最高的。
时至今日，美国铁路在该国的货物运输中仍然扮演着主要角色。截止1975年，它们运送了7500亿吨·英里的货物，而到了2005年，则翻倍到了1.5万亿吨·英里。在20世纪50年代，美国铁路运送货物的百分比和欧洲大致相当，而到了2000年，美国的铁路货运量占到了38%，而欧洲则仅有8%。在2000年，当美国的列车运送了2.39万亿吨·公里的货物时，欧盟15国合起来却只运送了3040亿吨·公里的货物。就运送货物的吨·英里数而言，铁路每年运送超过25%的美国货物，并将整个国家范围内的工商企业——乃至海外市场——都连接了起来。
按照年收益（annual revenues），由地面运输委员会（Surface Transportation Board）评定，美国的货运铁路被分为3个等级（Classes）：
- 一级（Class I）：年运营收益超过3.468亿美元（按2006年美元价值计算）的货运铁路公司。在1900年，共有132家一级铁路公司。现如今，由于并购、破产以及对“一级铁路公司”的定义的大幅修改，目前只有7家在美国运营的铁路公司满足“一级”标准。截至2011年，美国的货运铁路公司在美国运营超过139,679线·英里（rout-miles），约合224,792公里的标准轨距铁路。尽管美铁就“收益”这一项条件而言，满足“一级”标准，但是它并不被认为是“一级”铁路公司，因为它并非货运铁路公司。
- 二级（Class II）：年收益在2780万~3.467亿之间的铁路公司（按2000年美元价值计算）。
- 三级（Class IIII）：其余所有货运铁路公司。

在2013年，美国通过铁路从北达科他向外运送了比跨阿拉斯加输油管（Trans-Alaska pipeline）还要多的石油。这个运送量在2年间翻了10番，而在5年间翻了40番，并且预计这一趋势还将继续上升。

### 货运铁路的四级分类
另一种货运铁路的分级方法是将其分为四级：一级（class I），区域性（regional），本地线路牵引（local line haul），以及“交路和终端”（switching & terminal）。其中：
- 一级（class I）铁路是指收入超过3.468亿美元（按2006年货币价值计算）的铁路公司。这一类别由所有货运铁路的1%的铁路公司构成，却贡献了行业内67%的铁路里程，90%的雇员，一级93%的货运收益。
- 区域性（regional）铁路是指拥有至少350英里（约合560公里）的线路牵引铁路和/或收入在4千万美元和一级铁路下限之间的铁路公司。在2006年，有33家区域性铁路公司，它们中的大多数拥有75-500名雇员。
- 本地线路牵引（local line haul）运营少于350英里（约合560公里）的线路线，每年收入低于4千万美元（实际上它们中的大多数年收入低于5百万美元）。在2006年，共有323家本地线路牵引铁路。它们主要执行短途的点对点业务。
- 交路和终端（switching and terminal，简称S&T）是哪些主要提供交路（switching）和/或终端（terminal）服务的铁路公司，不论其收入如何。它们在特定的地区执行装载（pick up）和递送（delivery）服务。

### 运量和公共利益

美國的貨運數量變化

美国的货运铁路是在一个高度竞争的市场中运营的。为了与其它铁路公司，以及其它类型的运输提供商高效竞争，铁路公司必须提供高质量的服务，并且价格要很有竞争力。2011年，在美国国内，铁路运送了33.9%吨·英里的货物，紧随其后的是卡车（33.4%），输油管（14.3%），驳船（12%），以及航空（0.3%）。然而，铁路的收益占比则在几十年间缓慢下降，这也是铁路公司所面临的严峻竞争的体现，也是铁路公司所经历的多年来费用大幅降低的体现。
北美铁路运营1,471,736节货运车厢，以及31,875台机车，拥有215,985名雇员。他们发送3953万车货物（平均每节63吨），在2014年完成817亿美元的货运收入。平均运送距离917英里。最大的几家美国铁路公司（一级公司）运载了1017万箱的联运（intermodal）集装箱，以及172万辆捎带挂车（piggyback trailers）。联运货物量（intermodal traffic）占发送吨位（tonnage originated）的6.2%，带来了12.6%的收入。占比最大的货物（commodities）是煤炭、化学品、农产品、非金属矿产，以及集装箱。随着天然气变得比煤炭更便宜，煤炭供应在2015年下降了11%，但煤炭铁路运送量却下降了40%，让铁路车辆运输（car transport by rail）得以增长，有些是通过三层铁路车辆（tri-level railcars）来运送的。
目前，增长最快的铁路货物量来自联运（intermodal）。联运是指通过铁路和另一种或多种运输方式——通常是卡车或远洋货船——接力运送集装箱或卡车挂车。联运将卡车的“门到门”的便捷和铁路的长途运输的经济性结合了起来。在过去的25年中，铁路联运货物量翻了3番。铁路在为零售商和其它客户大大提升物流效率方面扮演了关键角色。联运的高效性为美国在世界经济中提供了一个极具竞争力的优势。

### 客货混跑铁路
在1970年美铁建立之前，美国的跨城市客运铁路业务是由提供货运服务的同一家公司提供的。当美铁建立以后，为了换取政府允许他们脱离铁路客运业务，货运铁路公司向美铁捐赠了客运设备，并通过向其注资2亿美元来帮助美铁成立。
美铁在其上运营的大约2.2万英里的铁路中的大部分，实际上是由货运铁路公司所有的。按照法律规定，货运铁路公司必须允许美铁按需使用它们的铁轨。作为回报，美铁向货运铁路公司支付费用，以补偿因美铁对货运铁路轨道的使用而带来的增量成本。

## 客运铁路
在美国大陆的唯一的长距离跨城市客运铁路公司是美铁。光亮綫在佛罗里达提供区域性的跨城市业务。在美国，大约有几十个城市拥有通勤铁路系统，但是这些铁路系统并不能广泛地互联互通，所以通勤铁路无法单独地用于在整个国家穿行。通勤铁路也在其他二十几个城市被提出讨论，但是由于各种各样的当地政府行政瓶颈，以及2007年–2008年环球金融危机的牵连效应对它的相互影响，通勤铁路项目的建设被推迟到越来越远的未来，有时甚至被完全封入箱底。

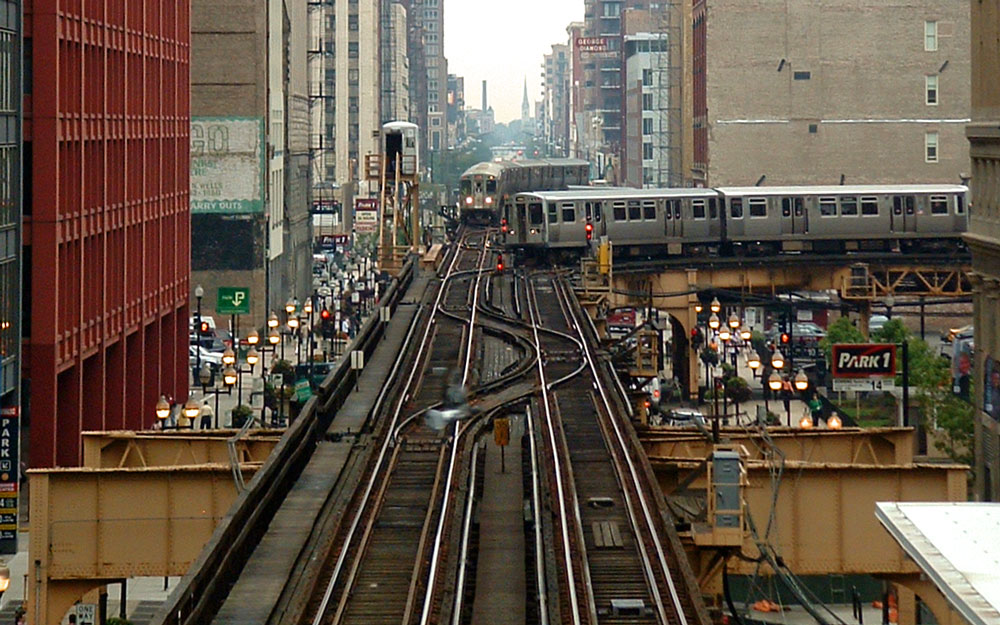
盧普區東南段軌道，於 Adams/Wabash 拍攝

在美国普遍缺乏大规模铁路客运的事实基础上，在文化认知上最显著的、同时也是最有事实依据的例外，就是“东北走廊”，这个铁路线连接华盛顿、巴尔的摩、费城、纽约市以及波士顿，另外在康涅狄格州和马萨诸塞州也有大量的支线。在该走廊中，美铁和通勤铁路共同提供经常性客运业务。纽约市在客运铁路使用方面尤其引人注目，不仅是地铁，还包括通勤铁路——包括长岛铁路、大都会北方铁路、新泽西公交。1/3的美国公共交通使用者使用地铁系统。其他的拥有实质性铁路基础设施的大城市包括波士顿的“马萨诸塞湾交通局”、费城的“宾夕法尼亚州东南地区交通局”，以及芝加哥的高架系统“芝加哥L”（Chicago "L"——“L”即“eLevated”，“高架” 之意）和该市的通勤铁路系统“都铁”。此外，还有圣迭戈和洛杉矶之间的“海岸快线”，以及连接加利福尼亚州欧申赛德市的“都市链”。
私营的新的的跨城市客运铁路线正在发展建设当中。“光亮綫”是一条高速化铁路线，由“全佛罗里达搭乘”（All Aboard Florida）公司运营。它在2018年1月开始运营，运行于劳德代尔堡和西棕榈滩之间，并最终将连接到迈阿密和奥兰多。艾奥瓦太平洋铁路公司（Iowa Pacific）正在寻求运营俄克拉何马城和塔尔萨之间的“东部飞行者”（ Eastern Flyer）。这将是子1967年以来的第一种旅客列车。艾奥瓦太平洋公司在2014年进行了线路测试运营。

### 车辆类型
铁路客车的基本设计在1870年被标准化。到了1900年，主要的车辆类型包括：行李车（baggage）、座车（coach）、混载车（combine）、餐车（diner）、观景台车（dome car）、休闲车（lounge）、观望车（observation）、私有车（private）、普尔曼车（Pullman）、铁路邮政局车（railroad post office，简称RPO），以及卧铺车（sleeper）。

#### 19世纪：最早的铁路客车以及早期发展
最早的铁路客车类似于驿站马车（stagecoaches），长度很短，通常小于10英尺（约合3.05米），高度较高，运行于两对轴上。
美国的邮车最早在19世纪60年代出现，最初是按照英国样式设计的。它们有一个钩子，可以在它的钩弯里抓住邮包。
随着19世纪中叶机车技术的发展，铁路列车开始变得更长、更重。铁路客车也随之增长。首先是变长，在两端增加了额外的车厢，然后随着悬挂系统的改进，又变得更宽。欧洲制造的车厢拥有带侧门的隔间（compartments），而美国的车厢设计则更喜欢在车厢两端的中廊线上各设置一个门。美国铁路的隔间化的车厢则带有一个长的厅廊（hallway），从厅到隔间之间设有门。
形成美国和欧洲车辆制造形式的设计理念上的差异的一个可能的原因是，两个大陆在站间距离上的差异。大多数欧洲的铁路连接那些分布仍然相近的村镇，而美国铁路需要行驶远得多的距离才能到达目的地。建造带有贯穿整个车厢的长过道可以方便旅客在长途旅行期间走到洗手间或做其他事情。
餐车最早在19世纪70年代晚期到80年代出现。直到这一时期，惯常的做法是，在途中停车，下来到餐馆用餐。这种方式也使得弗雷德·哈维（Fred Harvey）的连锁店“哈维屋”得以兴起。最初，餐车仅仅是提供在沿途装载的餐食的地方，但是很快就进化了，带有了可以准备餐食的厨房（galleys）。

#### 1900-1950：更轻的材料，新的车辆类型

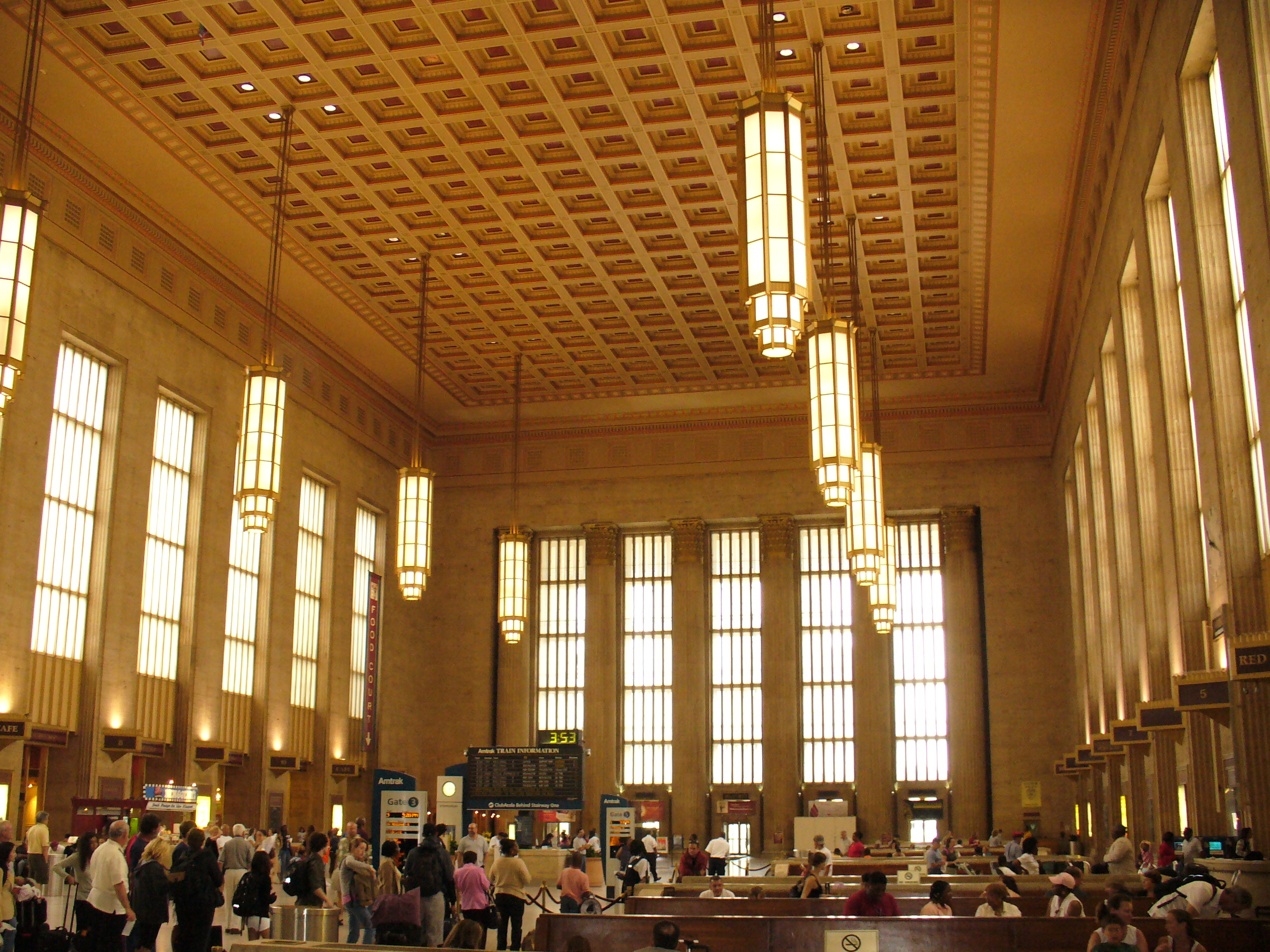
賓州費城30街車站

到了20世纪20年代，在更大的标准轨距铁路上运行的旅客车辆通常有60到70英尺（约合18到21米）长。这一时期的车辆仍然装饰得十分华丽，许多车辆都是有富有经验的大马车（coach）制造者以及技艺精湛的木匠制造的。
随着20世纪30年代不锈钢开始被广泛用于车体制造，常规的旅客车辆变得比它们的沉重木质“表兄”要轻了许多。新的“轻量”、流线型车辆，以更快的速度和更舒适的方式，载运着旅客在一天之内就可以到达过去不可能到的距离。铝和耐候钢（Cor-ten）也被用于轻量车辆的建造，但是不锈钢仍是更受欢迎的制造车体的首选。尽管不是最轻也不是最便宜材料，但是不锈钢车辆可以、也经常无需喷漆（除了法律要求的报号（reporting marks）之外）。
到了20世纪30年代末，铁路公司和车辆制造商不断推出以前只可能在梦想中才能见到的新的车辆形式和内部样式。1937年，普尔曼公司（Pullman Company）交付了首个设有卧间（roomettes）车辆，车辆的内部被分隔为多个隔间，和那些在欧洲广泛使用的座车（coach）类似。然而，普尔曼的卧间在设计思路上是为单个旅客独占而设计的。卧间包含一个大观景窗（large picture window）、一个免扰门（privacy door）、一个单独的折叠床（fold-away bed）、一个小型水槽式厕所（sink and small toilet）。卧间的地板空间只床所占的空间稍微大一点点，但是可以允许旅客以比旧式的多层半私密卧铺更为享受的方式而乘坐。
由于旅客车辆变得更轻，它们可以运载更多的载荷，但是载运旅客的空间并没有变得更大，无法匹配车辆在载重能力上的提升。由于铁路线的侧面净空要求，旅客车辆无法做得更长或者更宽，但是它们可以变得更高，因为相比于货运车辆和列车机车来说，客车还是要矮一些。正因为如此，铁路公司很快就开始购买观景台车（dome）和双层客车（bilevel cars），以便载运更多的旅客。

#### 1950年-至今：高科技的进步

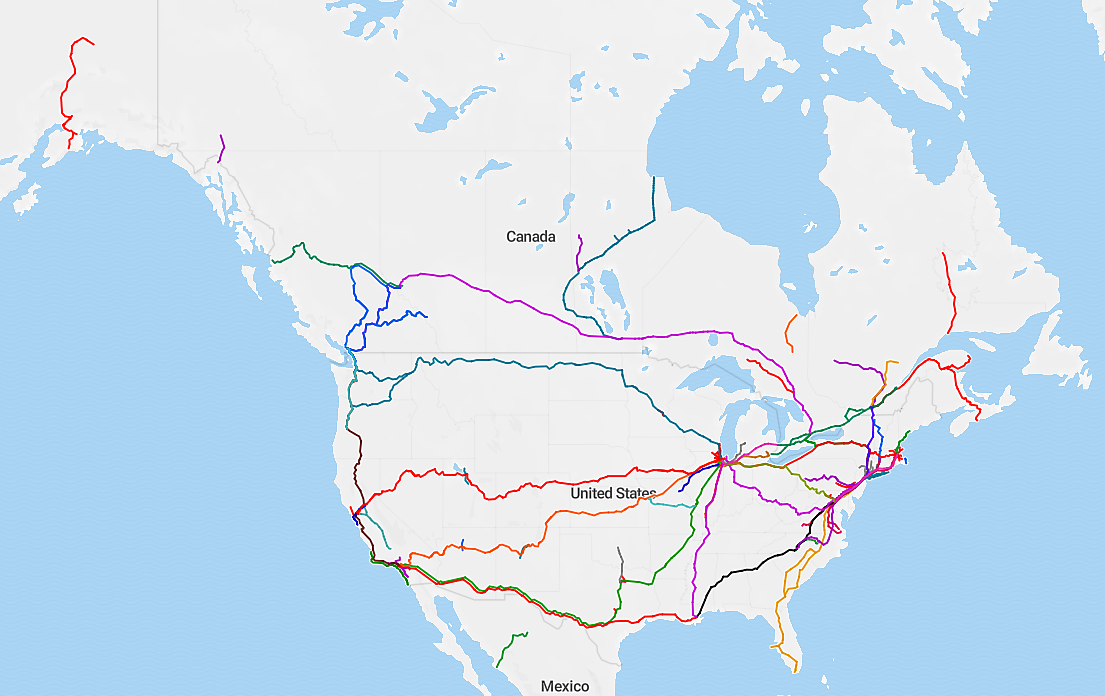
北美的客運線路

高速铁路以黄线表示

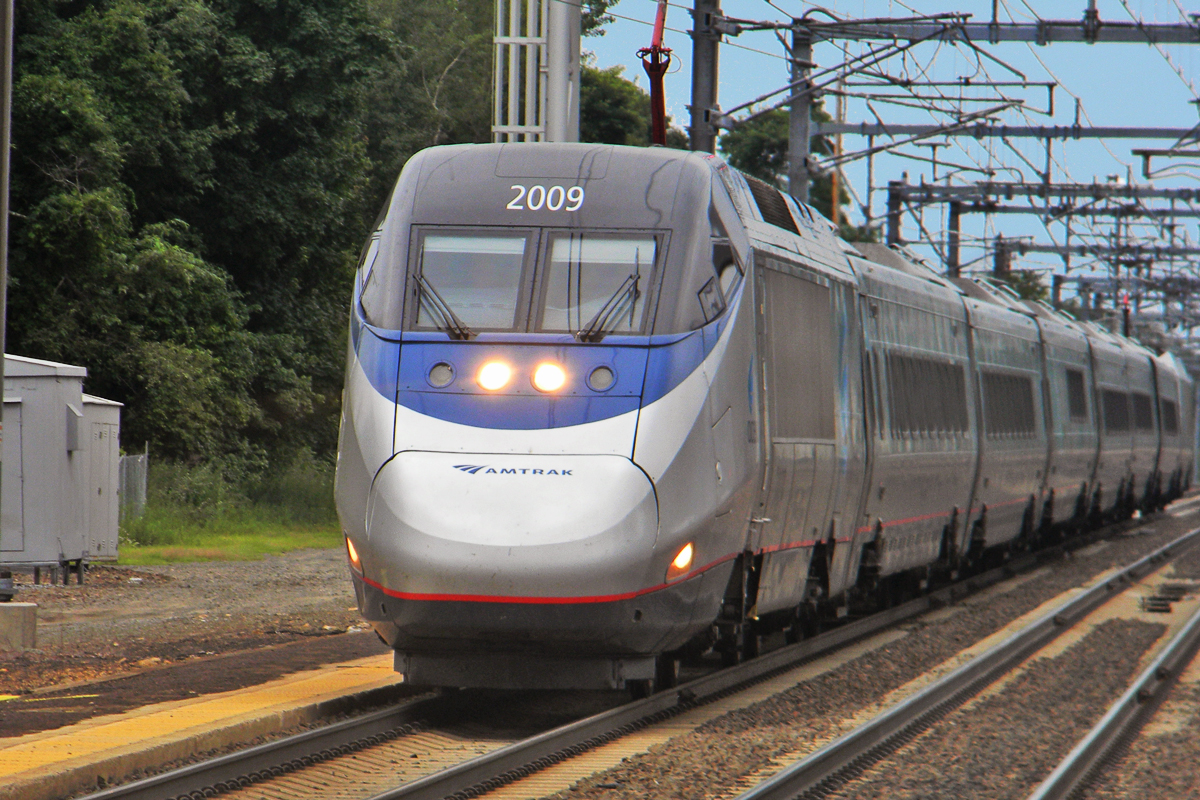
东北部的高铁——Acela特快

自20世纪中叶以来，车体样式基本上就维持了原样。尽管新的车辆类型没有产生太大影响，现有的车辆样式却被通过新技术大大改进了。
从20世纪50年代开始，旅客运输市场在北美日渐衰落，只有通勤铁路市场有所上升。北美铁路线的高净空条件使得能够载运更多旅客的双层通勤座车成为可能。在20世纪60年代，这种类型的车辆变得非常普遍。
尽管在20世纪50年代，跨城市铁路客运在美国日渐衰落，但在同一时期，欧洲的客运量却在持续上升。这种上升也带来了现有和新的设备上的更新的技术。西班牙的塔尔高公司（Talgo）在20世纪40年代开始试验让车轴可以在曲线上转向的技术，允许列车可以在更高的速度下通过线路曲线。可转弯的车轴还引入了能够在车辆进入曲线时，将客车倾斜的机制，以抵消列车所经受的离心力，从而在既有线路上进一步提高速度。今天，倾斜式旅客列车已经非常普遍了。塔尔高公司的列车被用于一些短途或中距离路线，例如从俄勒冈州的尤金到加拿大的不列颠哥伦比亚省温哥华的美铁喀斯喀特號。
在2016年8月，运输部批准了该部历史上最大的一笔贷款——24.5亿美元，以提升东北地区的旅客列车服务。这24.5亿美元将被用于购买28列新的列车组，用于从华盛顿经费城、纽约直到波士顿的高速阿西乐列车。这些资金也将被用于修建新的车站和月台。这些资金还将被用于修复铁路轨道，以及升级4个车站，包括华盛顿的联合車站和巴尔的摩宾州車站。

## 车辆机车报告标记
在北美互通业务（North American interchange service）中运营的任何一个铁路机车车辆（railroad rolling stock）都被要求带有一个标准格式的“报告标记”（reporting marks）。这些标记由2-4个字母的设备拥有者识别码，加上编号以及设备的载运能力和皮重（tare，无货情况下的重量）组成。以字母“X”结尾的代码（例如TTGX）被用于那些属于非一般承运人（common carrier）铁路公司自身的设备。以字母“U”结尾的代码被用于联运中的集装箱，而以字母“Z”结尾的代码则被用于联运所使用的挂车，按照ISO6346标准。大多数的货运车辆都携带自动设备标识（RFID）应答机。
典型地，在美国运营的铁路公司保留1-4位识别码用于有动力设备（powered equipment），例如柴油机车，而将6位识别码用于无动力设备。并没有一个固定和简单的规则用于规范设备如何编号，每个铁路公司各自的设备拥有自己的编号策略。

## 主要的美国铁路公司
- 美铁，美国最大的中长途客运铁路公司，由政府主导，运营该国绝大多数的中长途客运业务。
- BNSF铁路（BNSF Railway），最初称为“北柏林顿和圣菲铁路”（Burlington Northern and Santa Fe Railway），2005年1月24日更名为“BNSF铁路”，不再提其最初的全称。
- 加拿大国家铁路公司（Canadian National Railway）
- 加拿大太平洋铁路公司（Canadian Pacific Railway）
- CSX运输公司（CSX Transportation），由“切西系统公司”（Chessie System）和“西波德沿岸线工业公司”（Seaboard Coast Line Industries）合并而来。
- 堪萨斯城南方铁路公司（Kansas City Southern Railway）
- 诺福克南方铁路公司（Norfolk Southern Railway）
- 联合太平洋铁路公司（Union Pacific Railroad）

## 与邻国的铁路联通
- 加拿大：有联通，使用相同的1,435毫米（4英尺8+1⁄2英寸）轨距（不包含经由阿拉斯加的线路）
- 墨西哥：有联通，使用相同的1,435毫米（4英尺8+1⁄2英寸）轨距
- 俄羅斯：无联通，有跨白令海峡铁路的建议书，需要大量的投资，并且存在换轨问题，需要从1,520毫米（4英尺11+27⁄32英寸）换到1,435毫米（4英尺8+1⁄2英寸）。

## 监管和法规
关于铁路的联邦法规组要是由美国交通运输部（United States Department of Transportation）来制定的，尤其是负责制定安全相关的规章制度的联邦铁路管理局（Federal Railroad Administration），以及负责制定关于价格、服务、建设、收购、废弃铁路线、承运人合并以及承运人间的交通流量交换等规章制度的地表运输委员会（Surface Transportation Board）。
各个州也会对铁路公司进行监管，例如马萨诸塞州公共事业部（Massachusetts Department of Public Utilities）。

## 图集

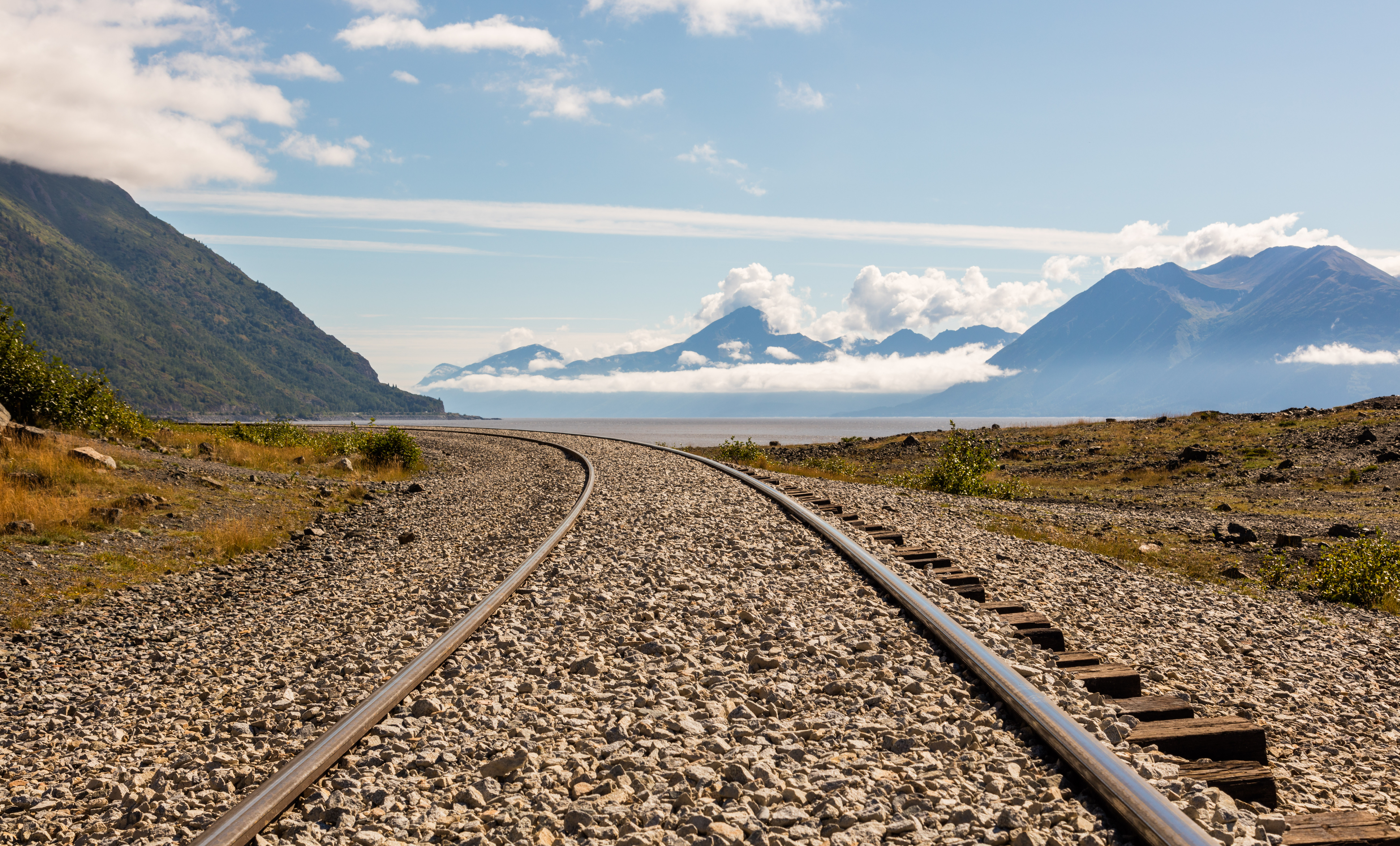
阿拉斯加铁路，阿拉斯加阿克雷奇白鲸点（Beluga Point）
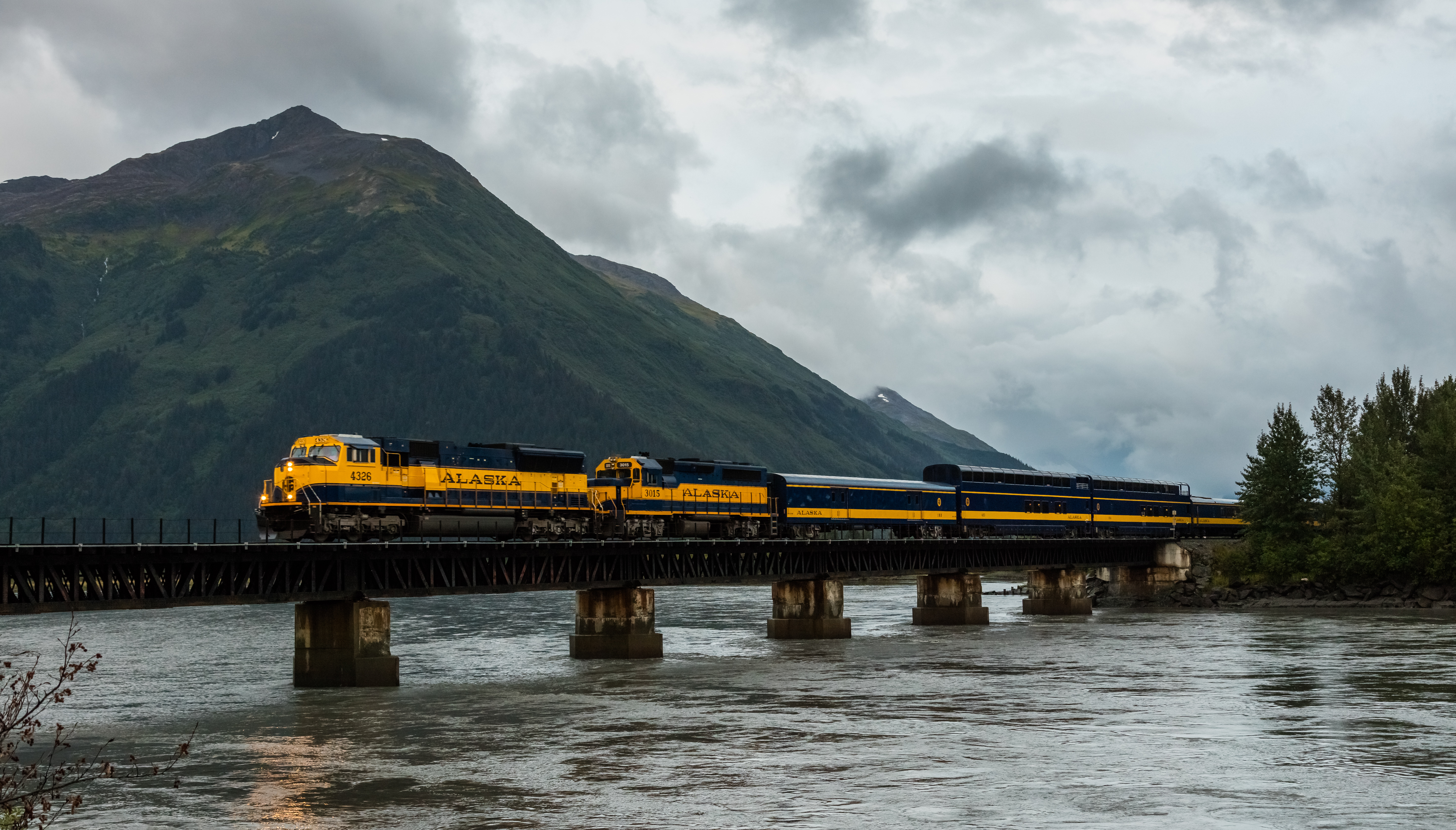
阿拉斯加铁路，阿拉斯加州安克雷奇盖尔伍德（Girdwood）
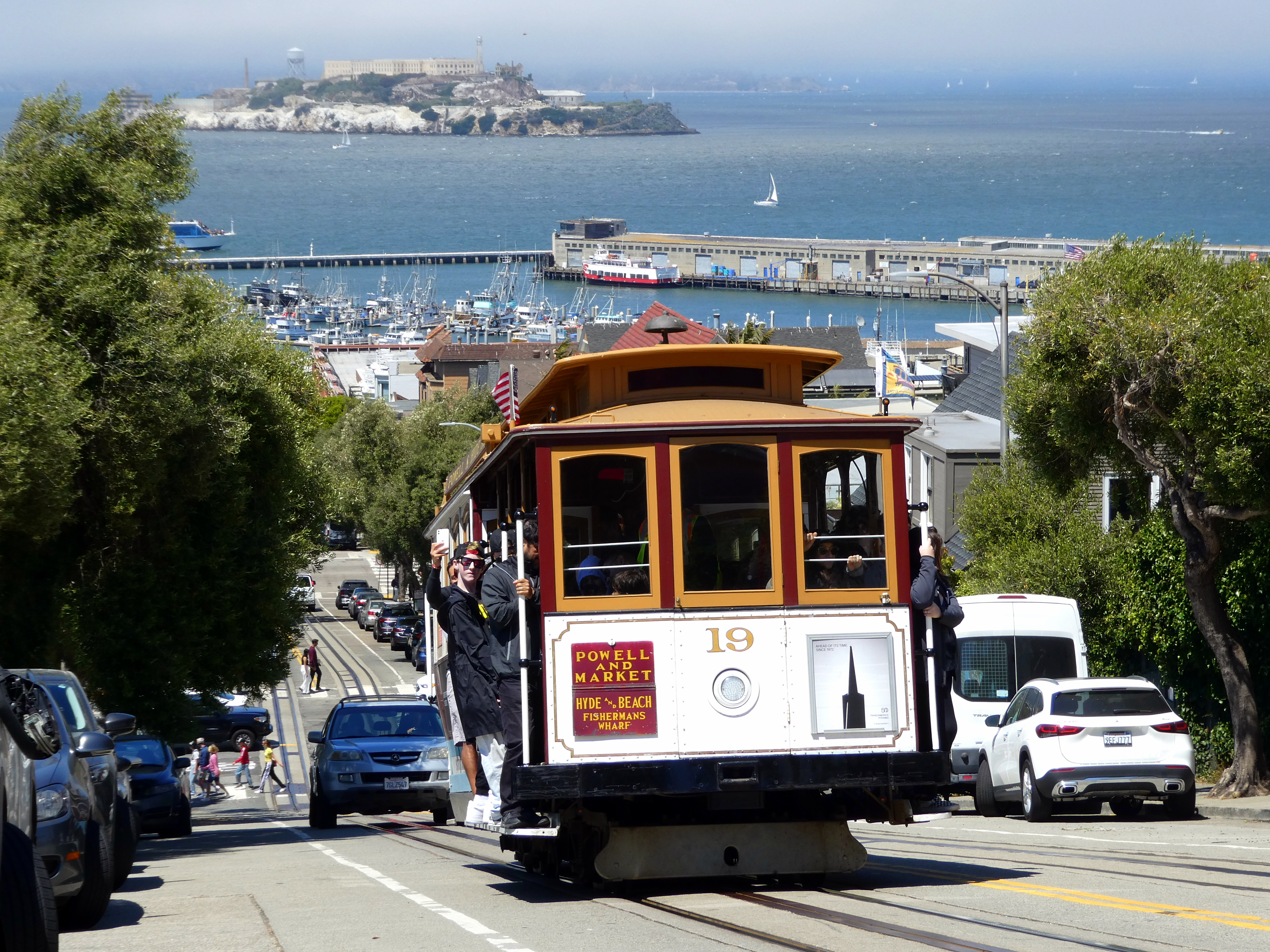
渔人码头有轨电车，加利福尼亚州旧金山
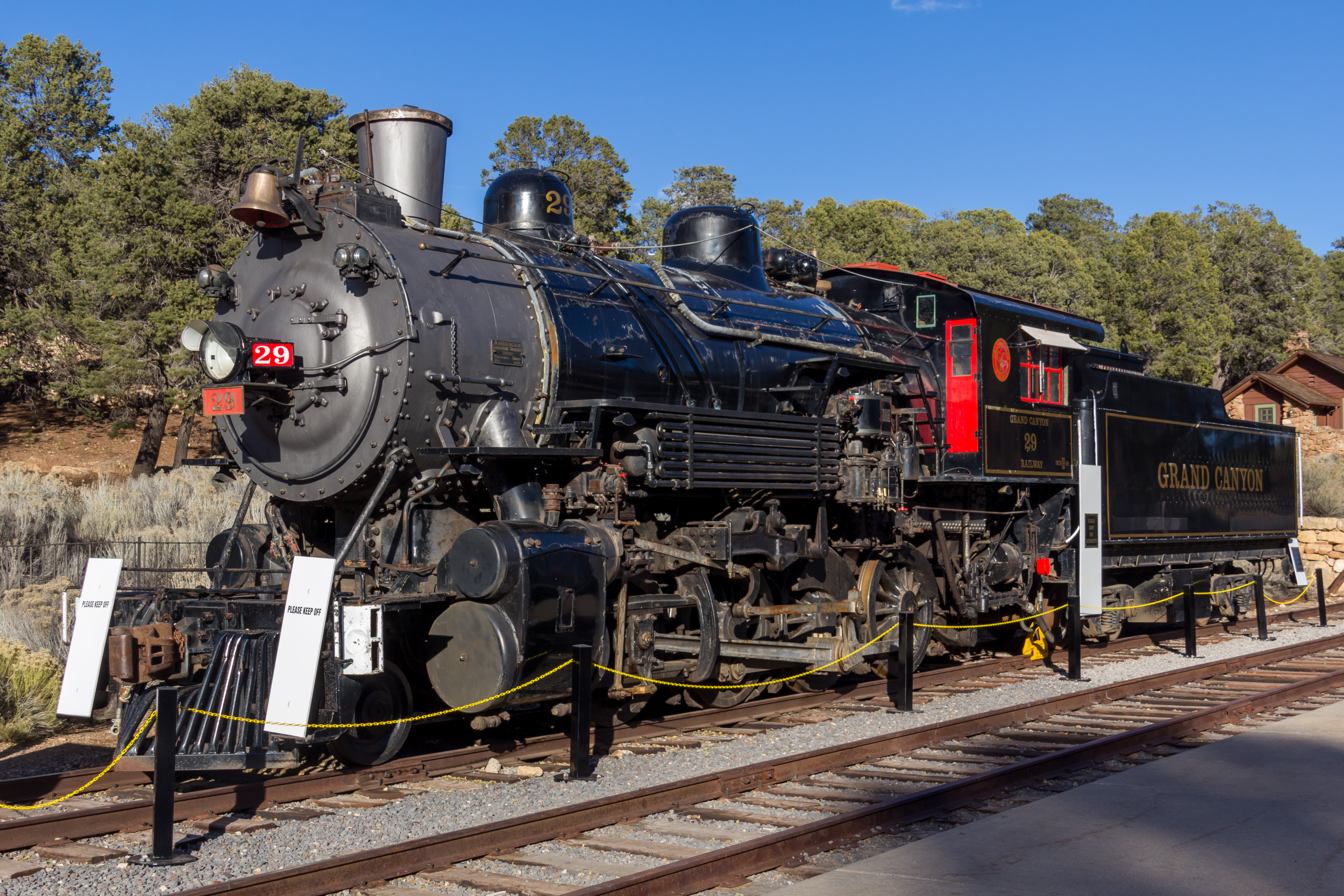
大峡谷铁路，亚利桑那州威廉姆斯
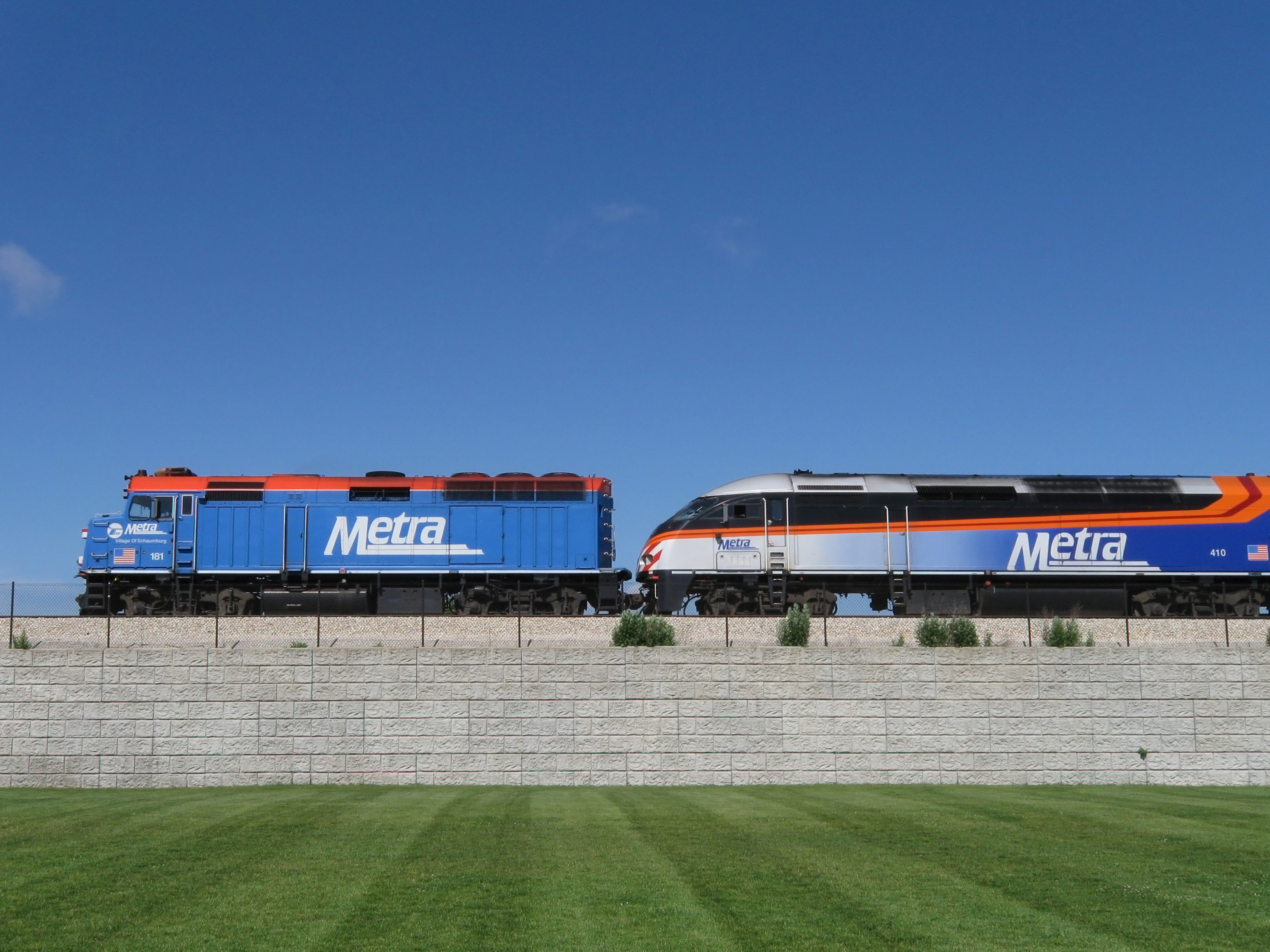
F40PH型柴油機車和MP36PH-3S 柴电机车，伊利诺伊州芝加哥
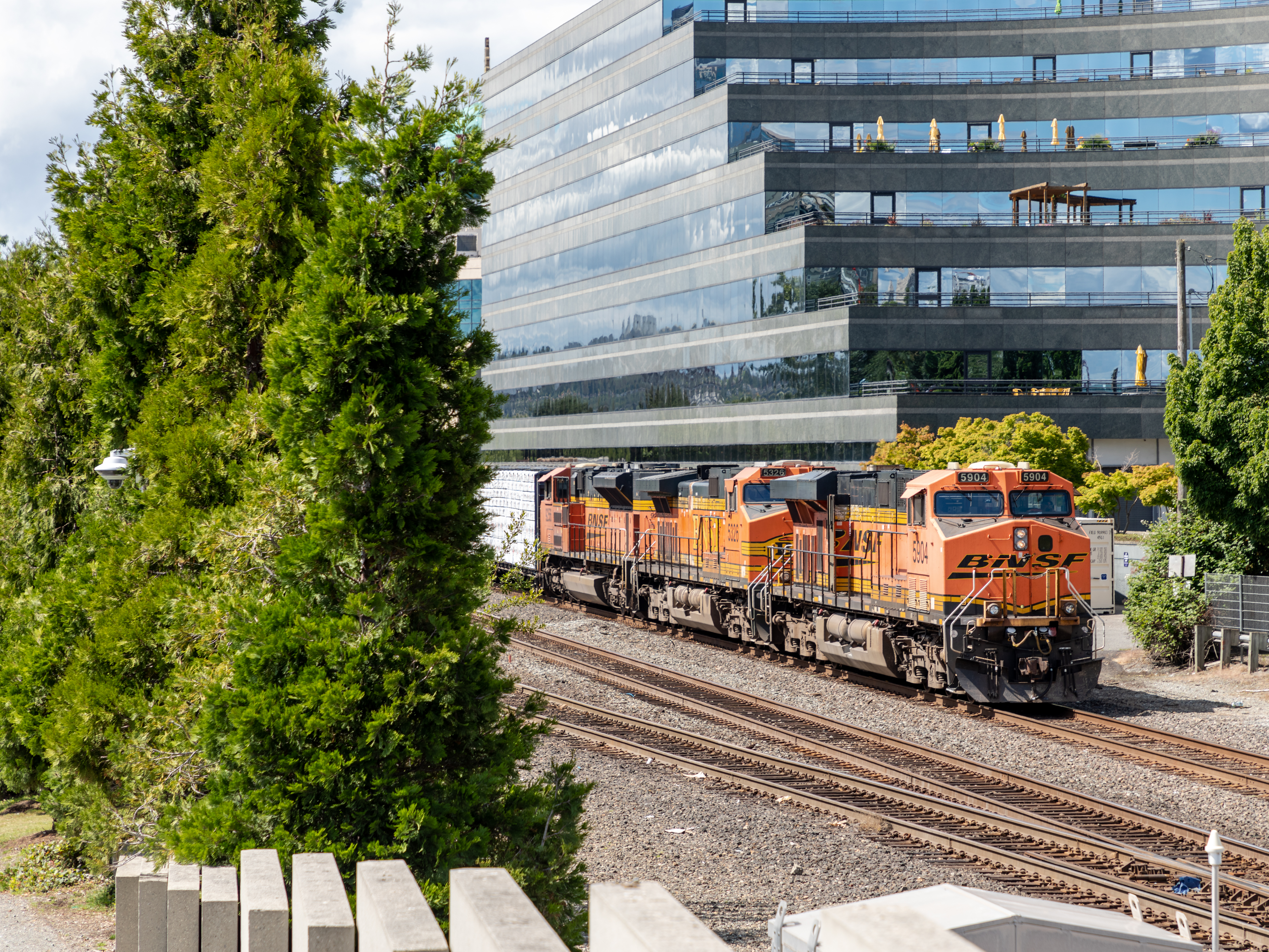
BNSF铁路，华盛顿州西雅图
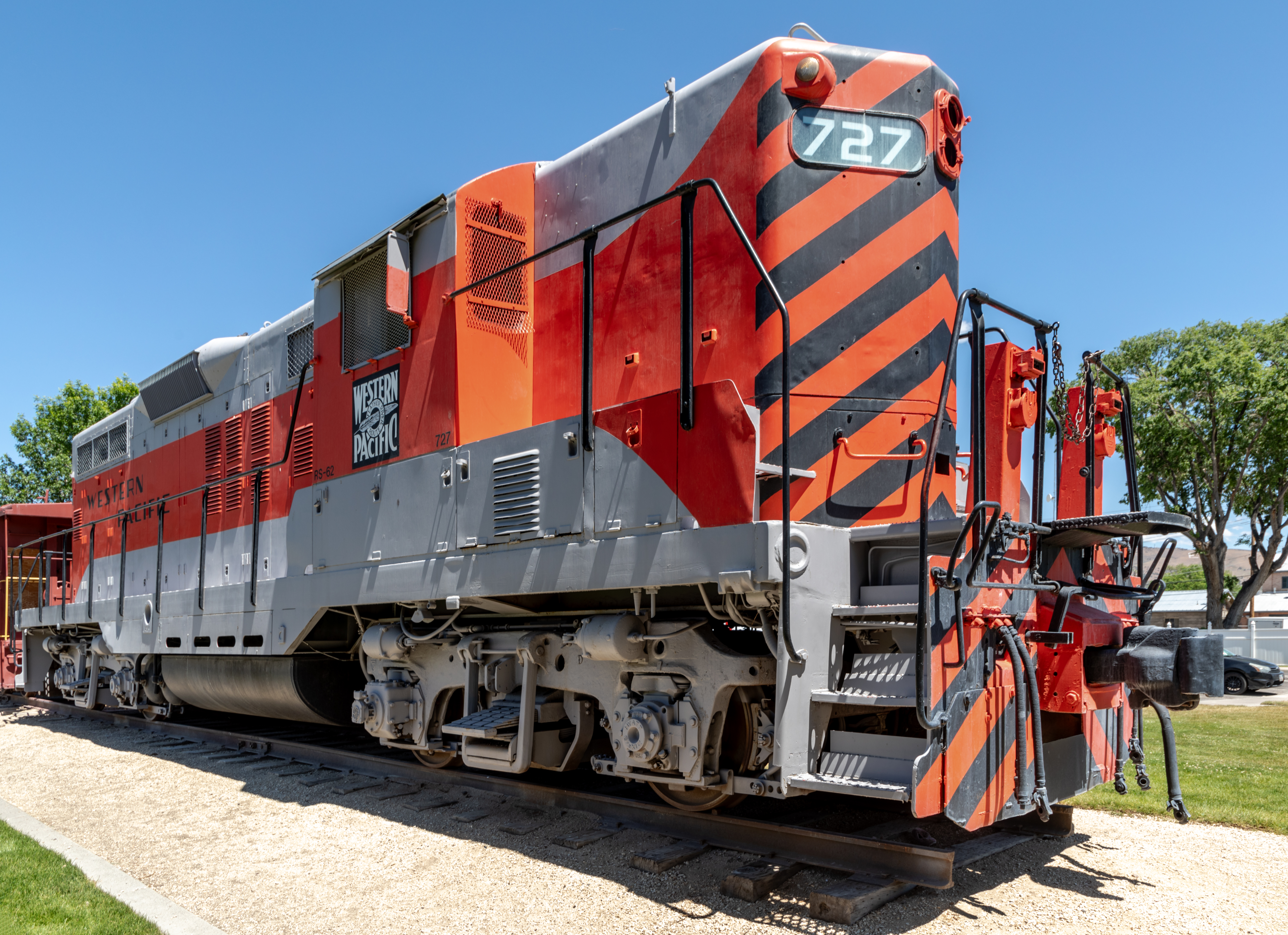
“Western Pacific 727」柴油机车，内华达州埃尔科
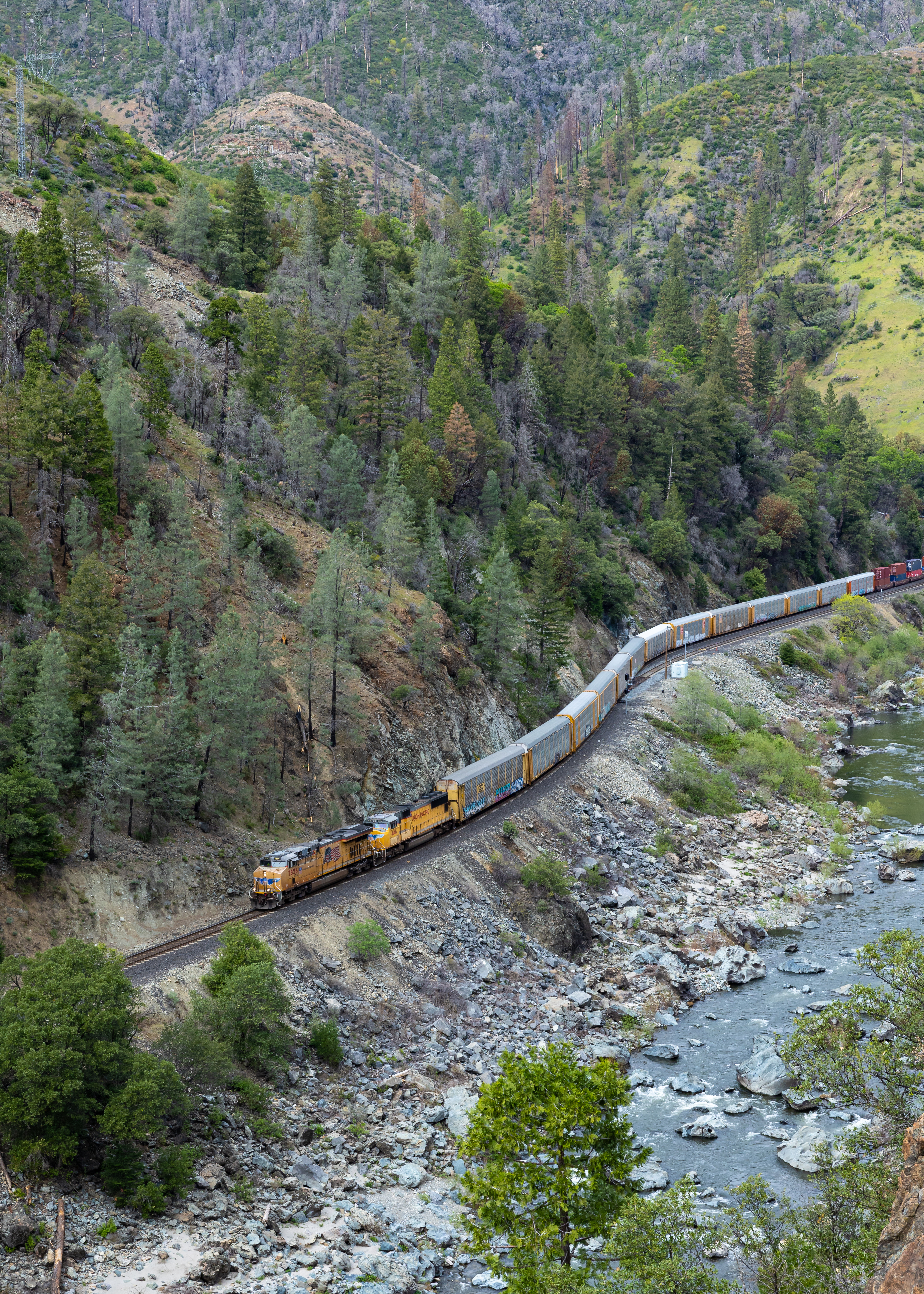
联合太平洋铁路货轮经过羽毛河峡谷，加利福尼亞州布特縣
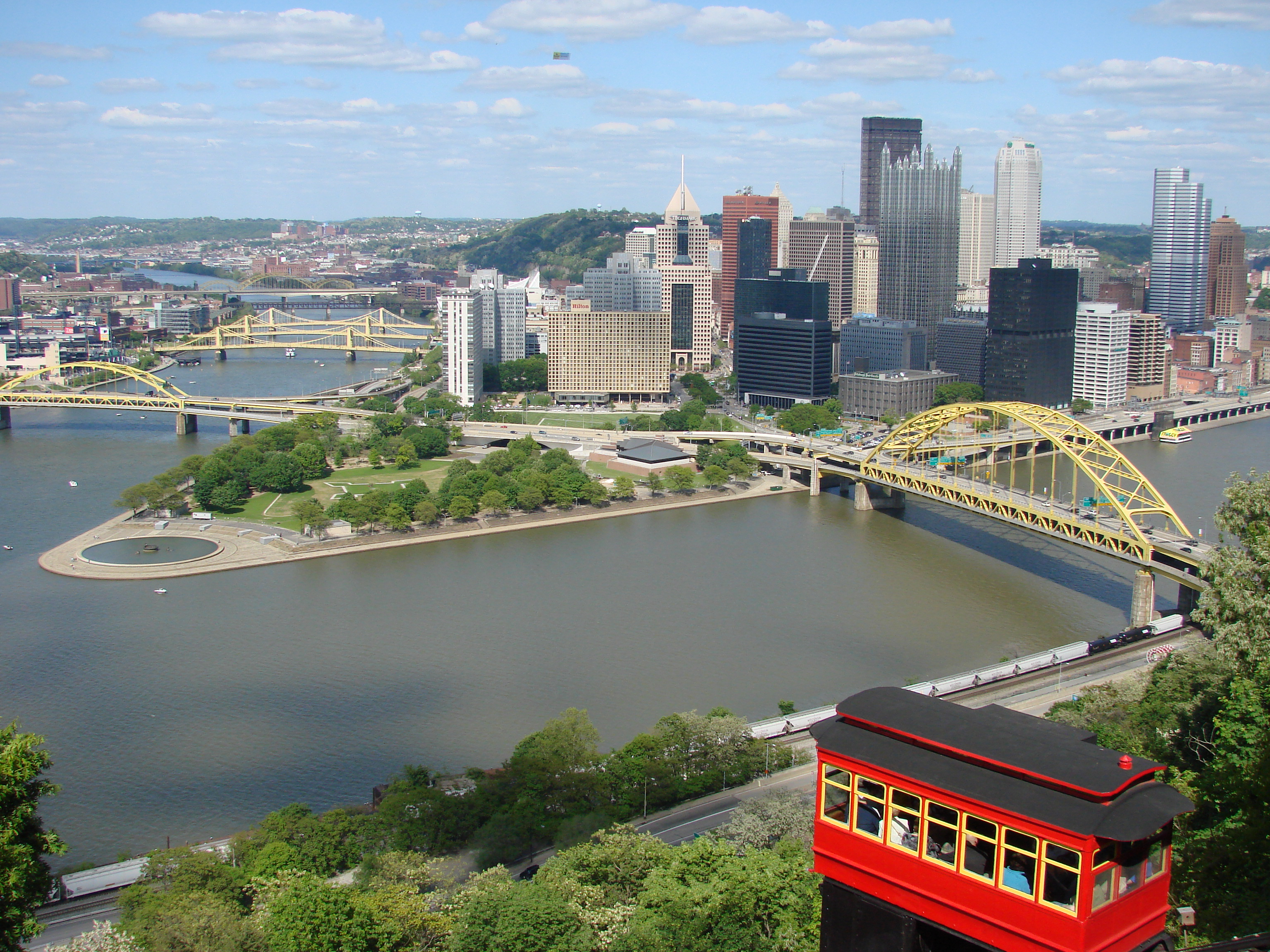
杜肯缆车，宾夕法尼亚州匹兹堡
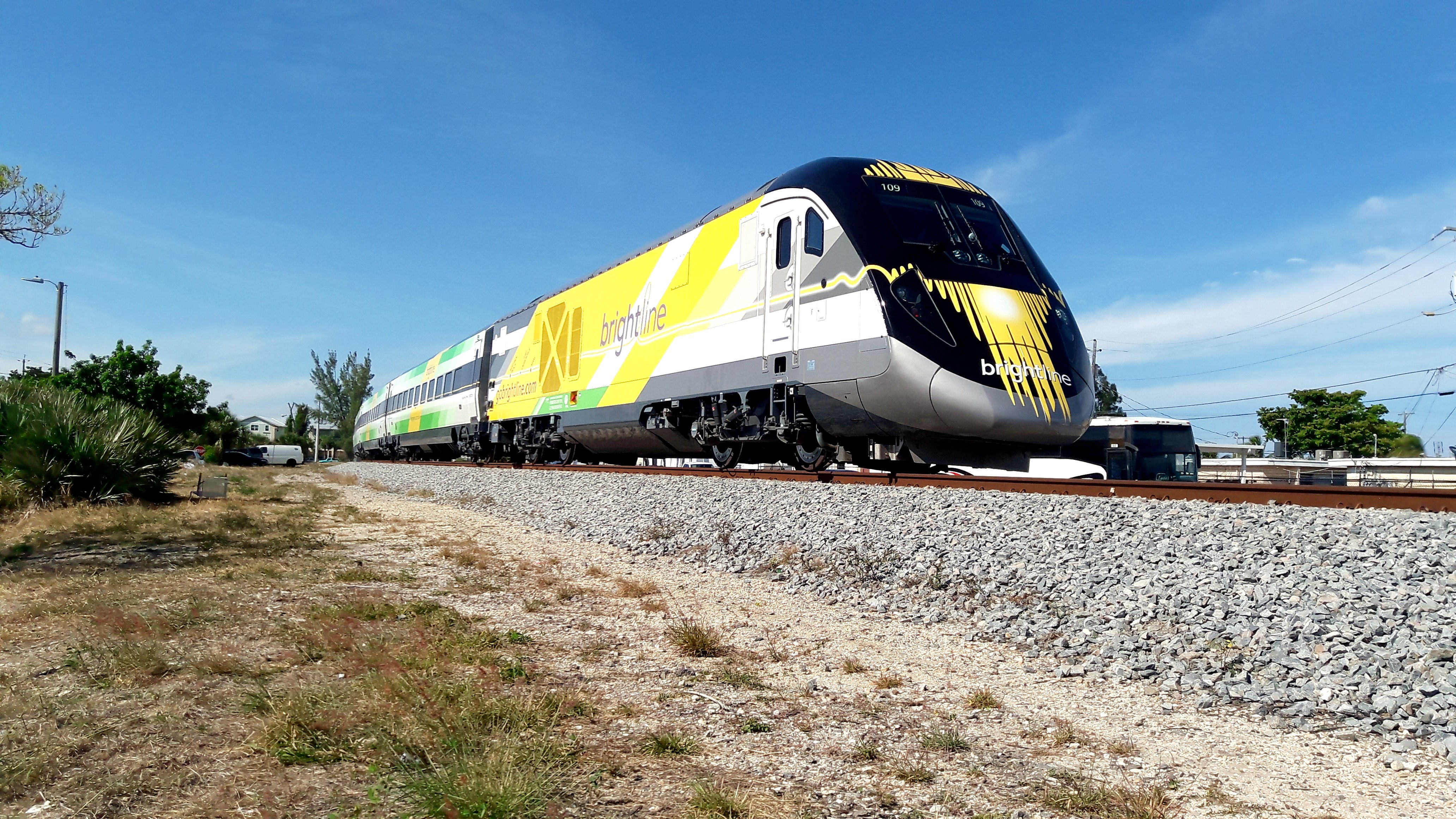
光亮线，佛罗里达州奥兰多
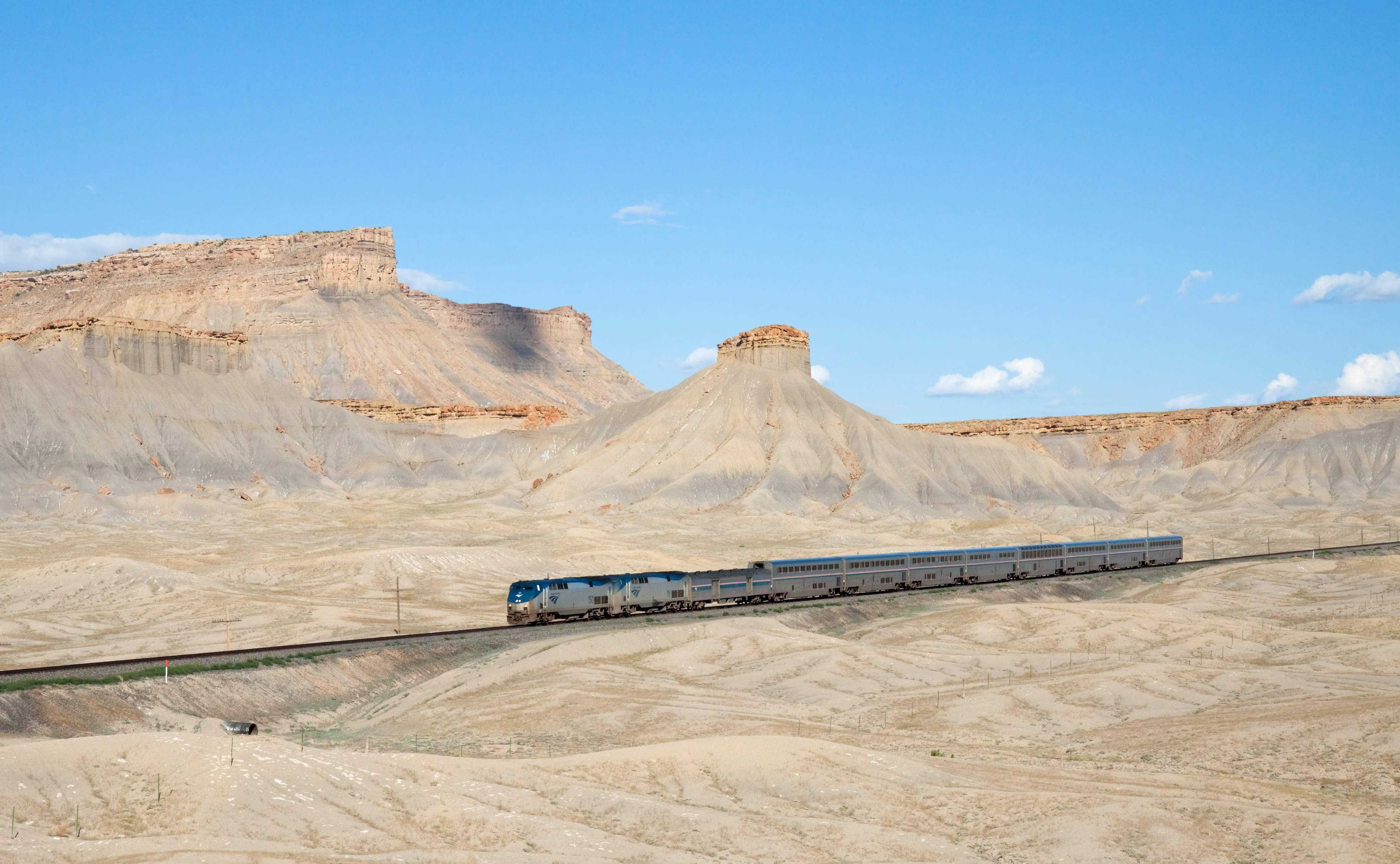
加州和風號，猶他州布克山崖
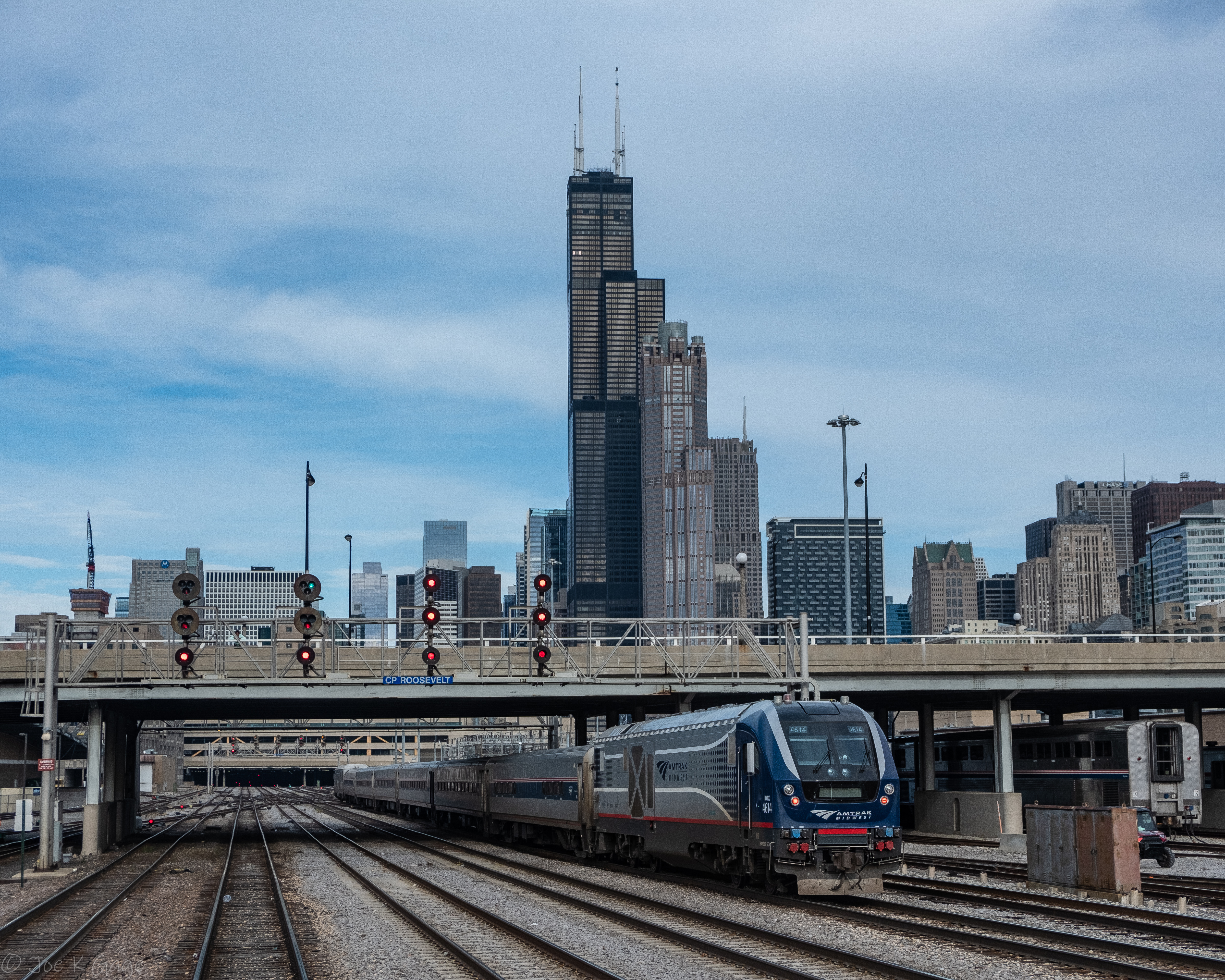
藍水號列車駛離芝加哥聯合車站，伊利諾伊州芝加哥
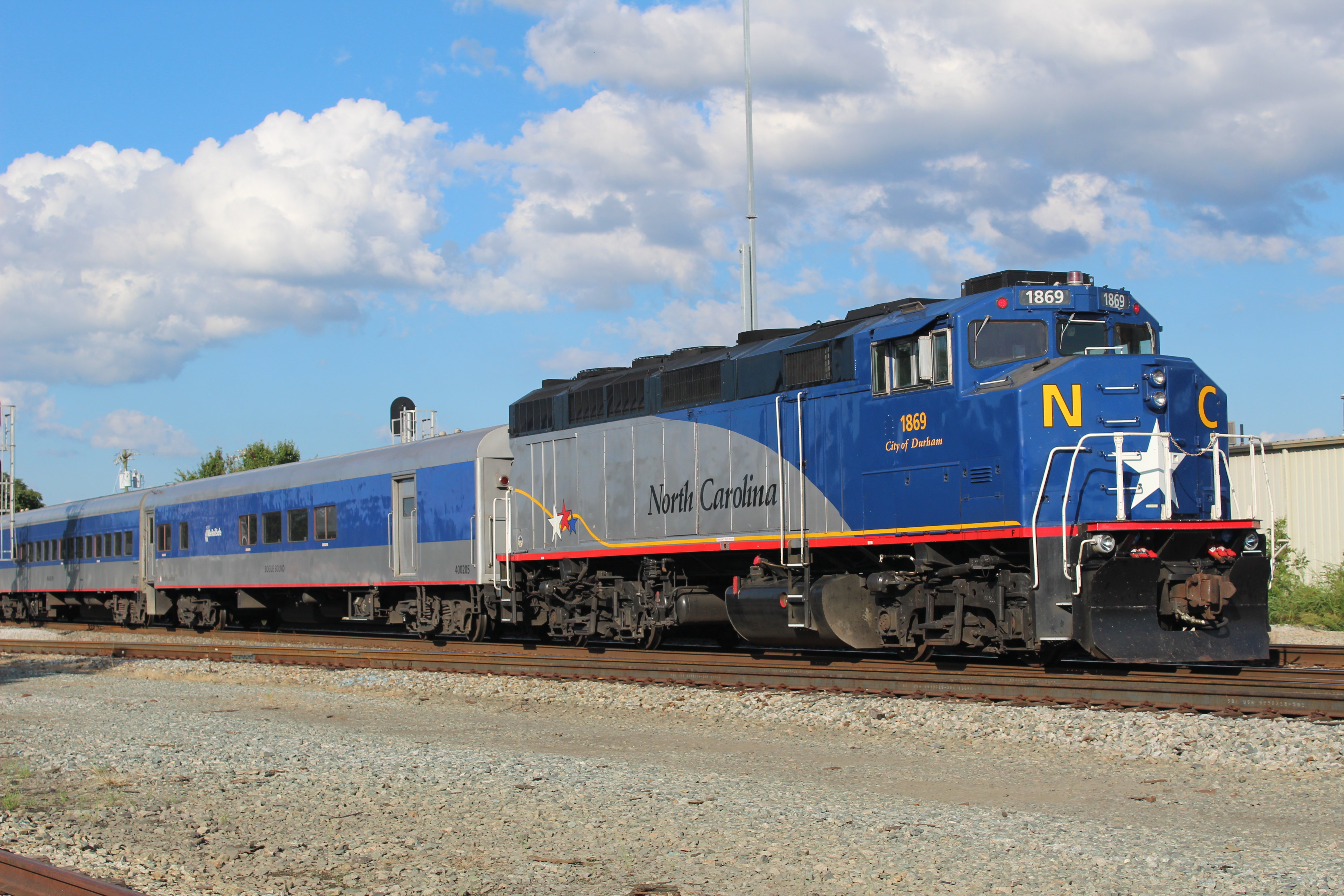
皮埃蒙特號，北卡羅來納州索爾茲伯里